# 2020年5月27日香港示威
2020年5月27日香港示威，是於2020年5月27日在香港多區發生的反對逃犯條例修訂草案的示威活動。網民原本計劃透過「5.27反惡歌法反國安法 包圍立法會」、「5.27和你慢駛塞車大行動」及大三罷阻止《國歌條例草案》通過二讀，但由於大量警員通宵佈防，網民號召將示威地點擴展至中環和銅鑼灣，發起「突發5.27反惡法遊行」，下午更擴展到旺角一帶，引發警民衝突。

## 背景
2020年5月12日，政務司司長張建宗去信建制派立法會議員李慧琼，指希望她在5月27日恢復《國歌條例草案》等十項法案二讀辯論。5月12日，更公佈在28日的第十三屆全國人大三次會議中將審議「港版國安法」。
網民發起「大三罷」及包圍立法會行動，又計劃在早上以快閃堵路、慢駛等形式癱瘓交通。
由於5月27日是中三至中五在因COVID-19疫情停課後復課的日子，中學生行動籌備平台聯同超過20間中學關注組在26日發聲明指將會響應三罷行動，認為教育局清算罷課教師、要求取消文憑試歷史科試題，是「視學生如糞土」，如「國歌法」和「港版國安法」通過，未來將會更黯淡，學生要屈服在中國共產黨的謊言和強權之下，限制言論自由和表達空間。另外，有黃店響應罷市，有精品店指是要「研習國歌，重新細味義勇軍進行曲歌詞每粒字的意思」。

## 經過

### 警方戒備
在示威的兩天前（5月25日）的晚上起，警方已在立法會綜合大樓外，豎起大型「水馬」、鐵欄阻隔，亦有封路。在示威的前一天（26日），警方封鎖龍和道一帶。到了晚上，警方已派出警力到立法會綜合大樓及政府總部一帶佈防，警務處處長鄧炳強亦有到場。在警方的嚴密佈防下，當天沒有大批市民到金鐘「包圍立法會」。

### 凌晨及早上時份的截查拘捕

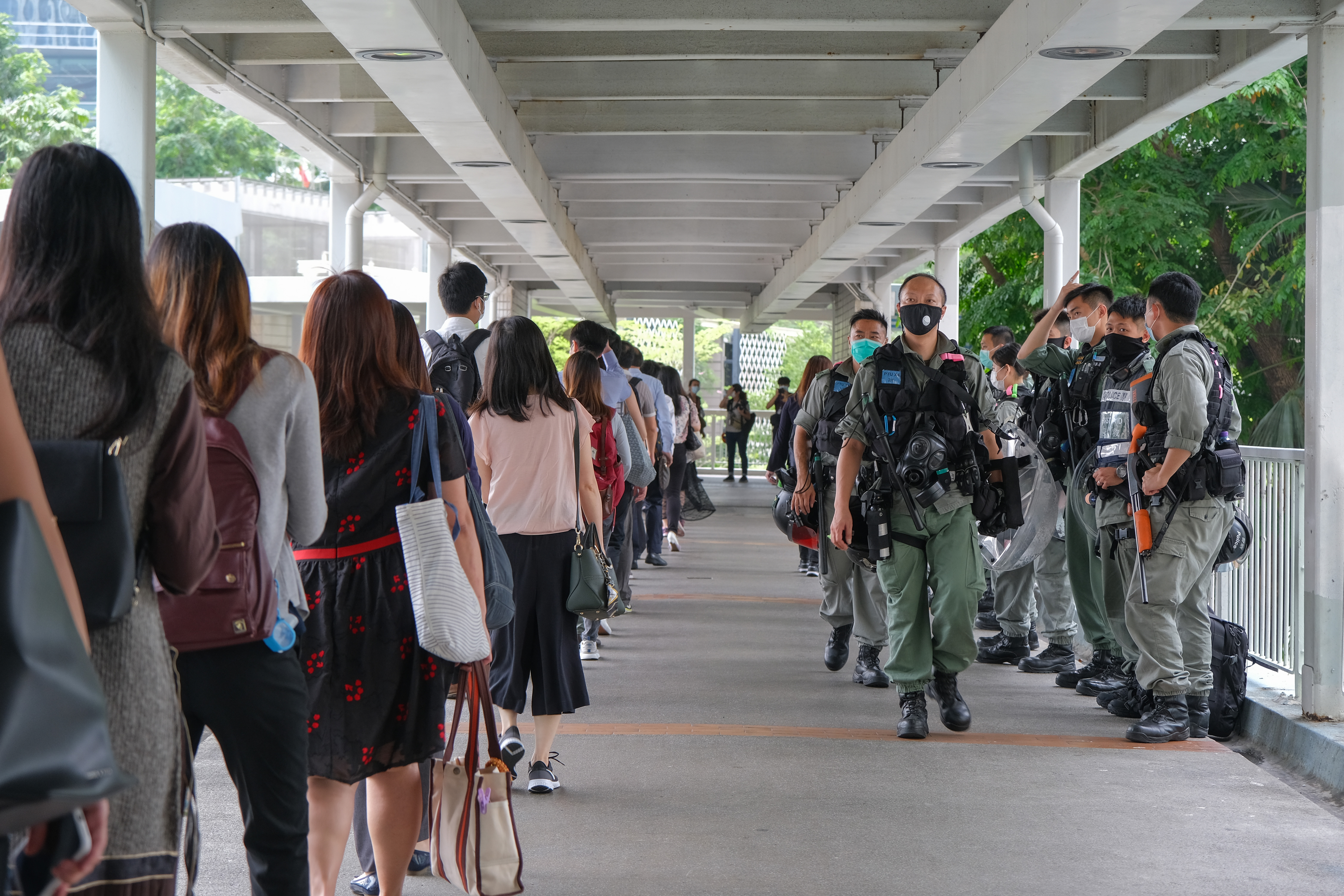
上班人士出入立法會及政府總部須改用中信大廈外天橋，人龍一度延伸至統一中心附近

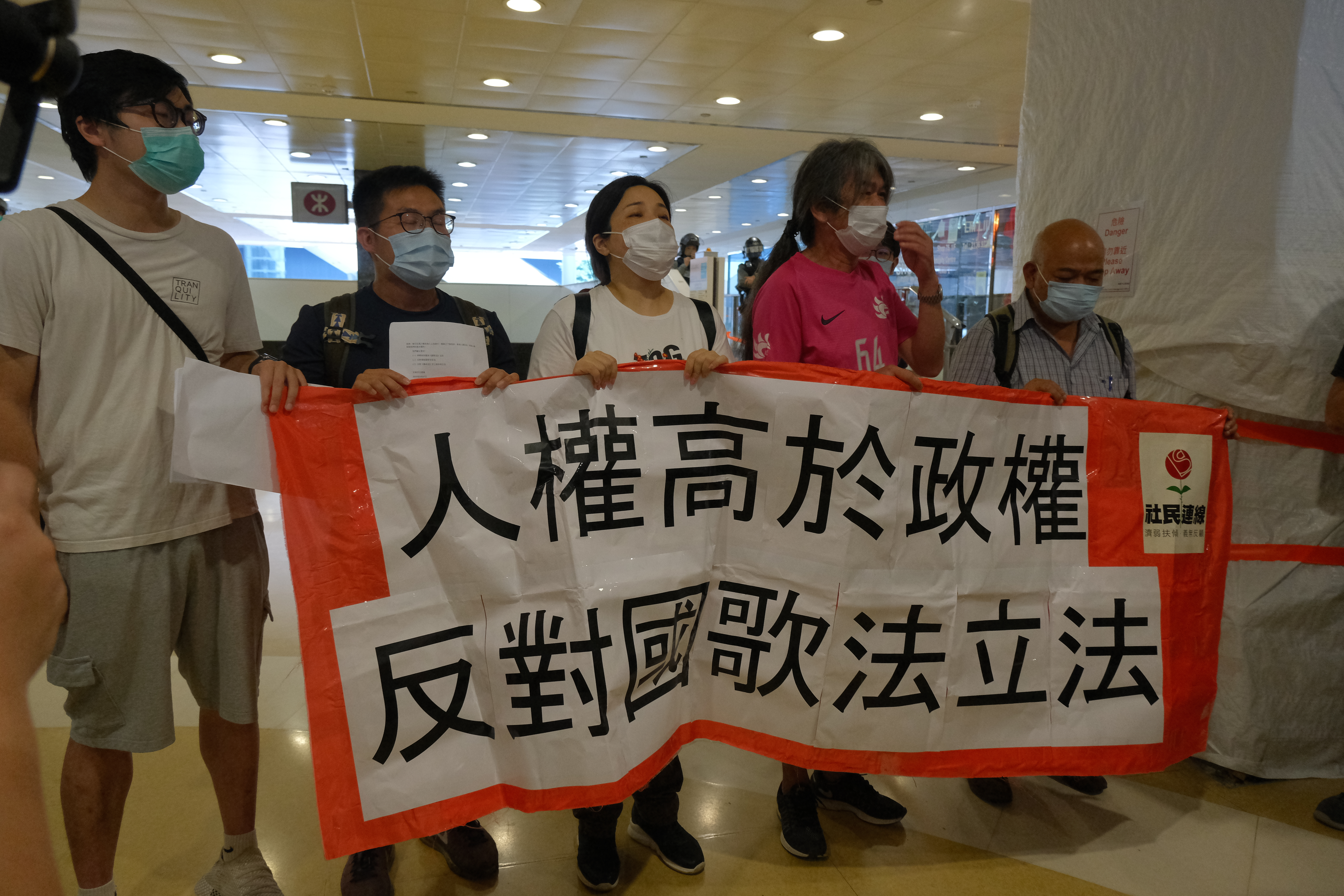
社民連成員到海富中心示威，在場警員多次呼籲現場人士離開，否則或涉及非法集結

警方清晨起在港九多區嚴密佈防，其中在港島派出3000名防暴警察戒備。西環中聯辦有水炮車和甲車戒備。在凌晨5時，警方表示「有暴徒向葵興港鐵站的列車路軌投擲圍欄」，又指在早上5時半起「多區有暴徒以雜物堵路，企圖阻塞交通」。另外，警方在凌晨4時起，發生多宗被截查拘捕的案件，其中包括多個未成年市民，亦包括穿校服的學生，他們被指涉嫌「藏有工具可作非法用途」、「遊蕩」及「在公眾地方管有攻擊性武器」等被捕。
而政府總部和往中信大廈的行人天橋只限上班人士使用，外圍設置了多重水馬。社民連7名成員到海富中心示威，在場警員多次呼籲現場人士離開，否則或涉及非法集結。黃浩銘上前和警方理論期間，警方一度舉黃旗警告。
警方全日在多區不斷大規模截查，其中灣仔睿景酒店外有大量防暴警察截查住客，同時在私家車帶走5人。而早上約8時半，有私家車在海底隧道港島出口慢駛，被警方截查，司機因涉嫌危險駕駛被捕。而在約9時，警方看到一輛形跡可疑的私家車，將其截查，搜獲頭盔等工具，涉嫌藏有工具可作非法用途被捕。截至早上11時半，警方在全港共拘16人。

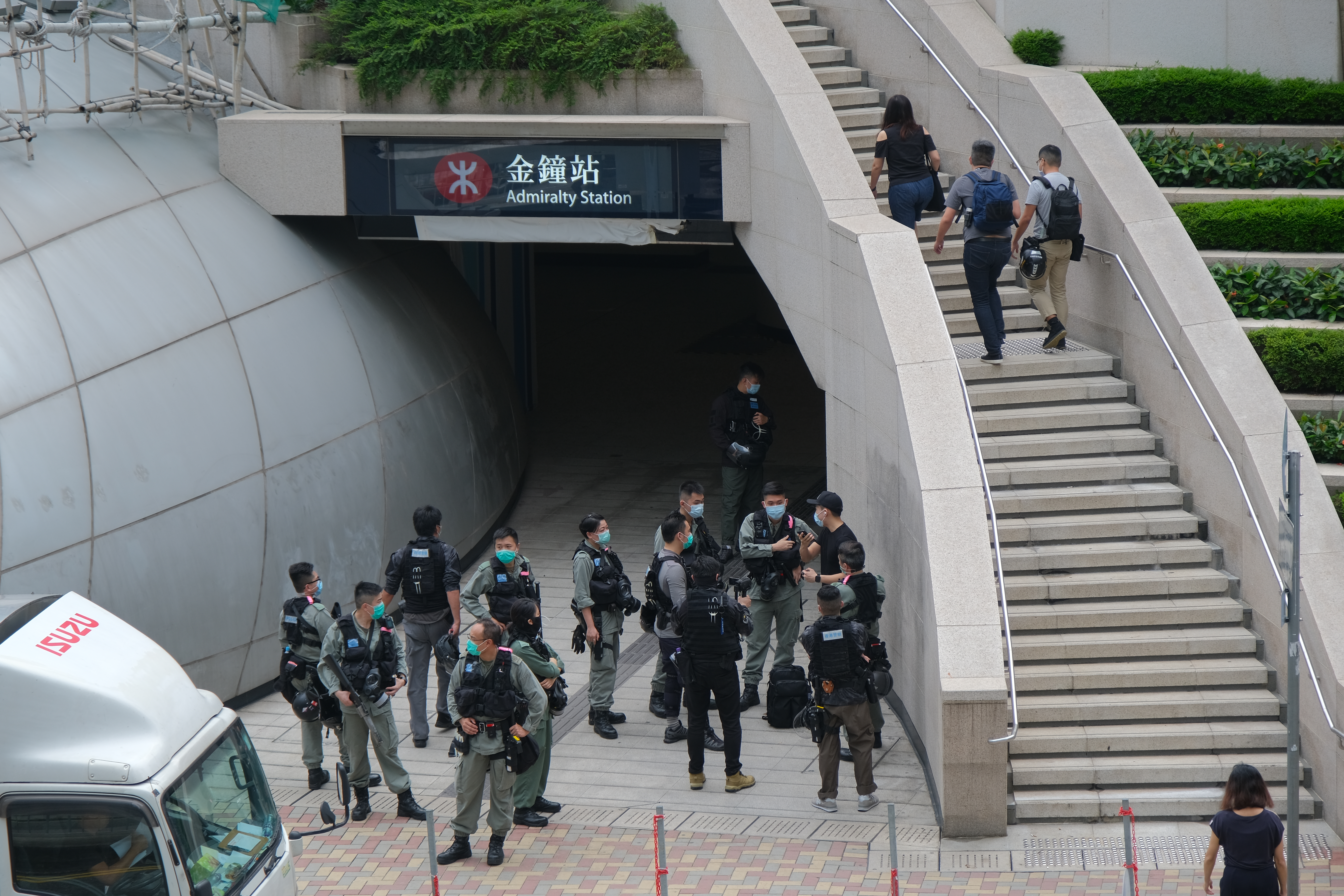
防暴警員在金鐘站出口戒備
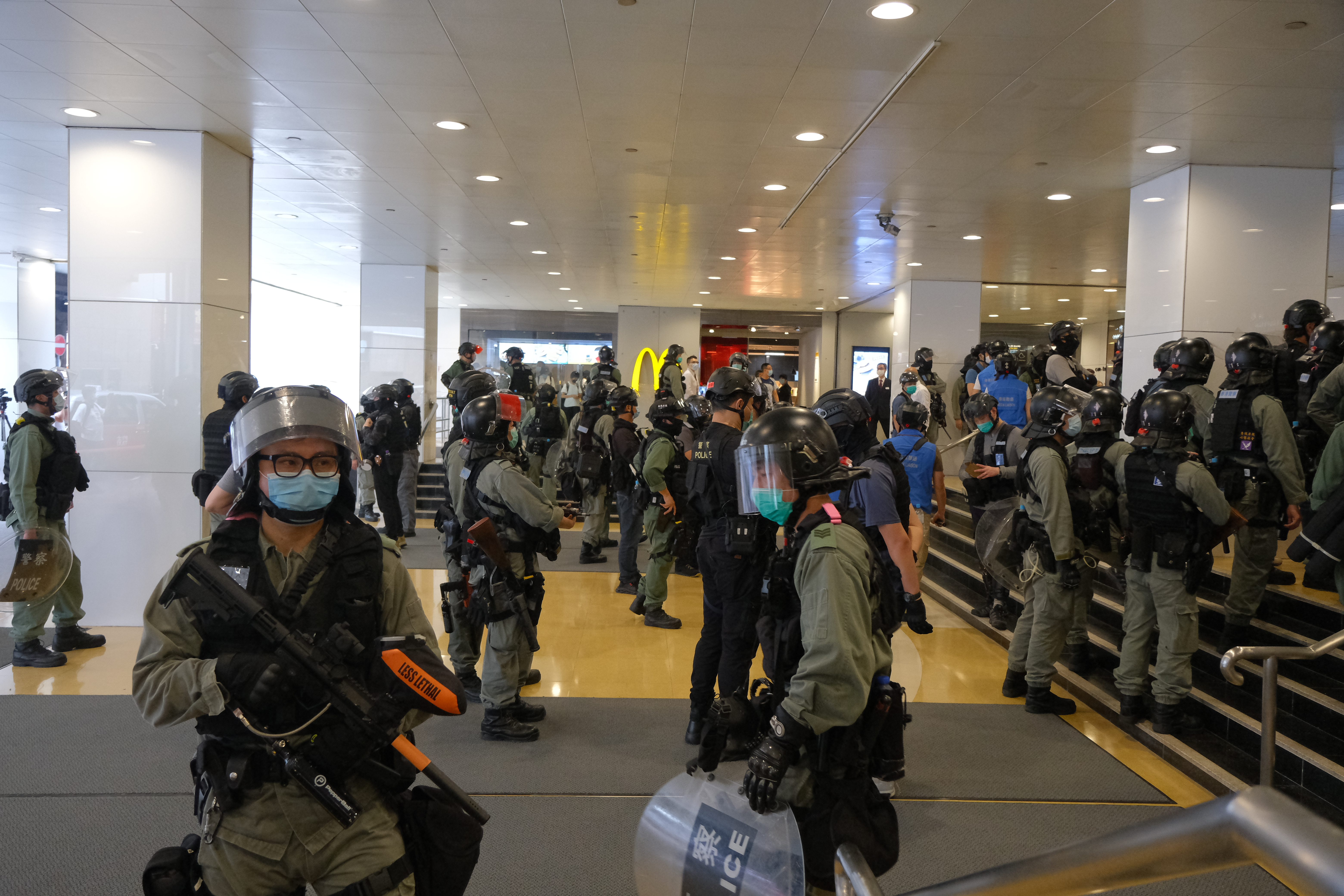
防暴警員在海富中心入口戒備
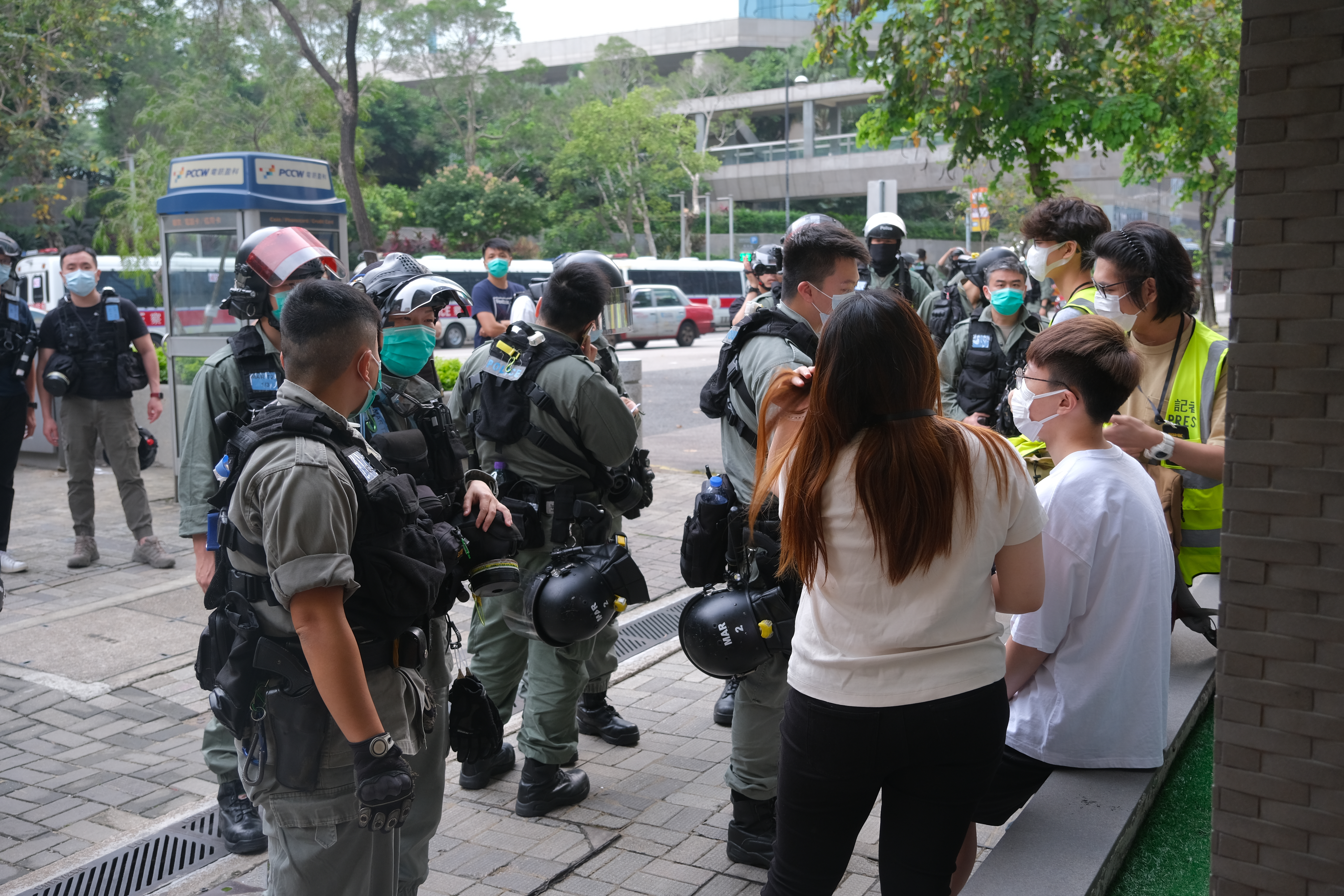
防暴警員在港灣道外截查年輕人和記者
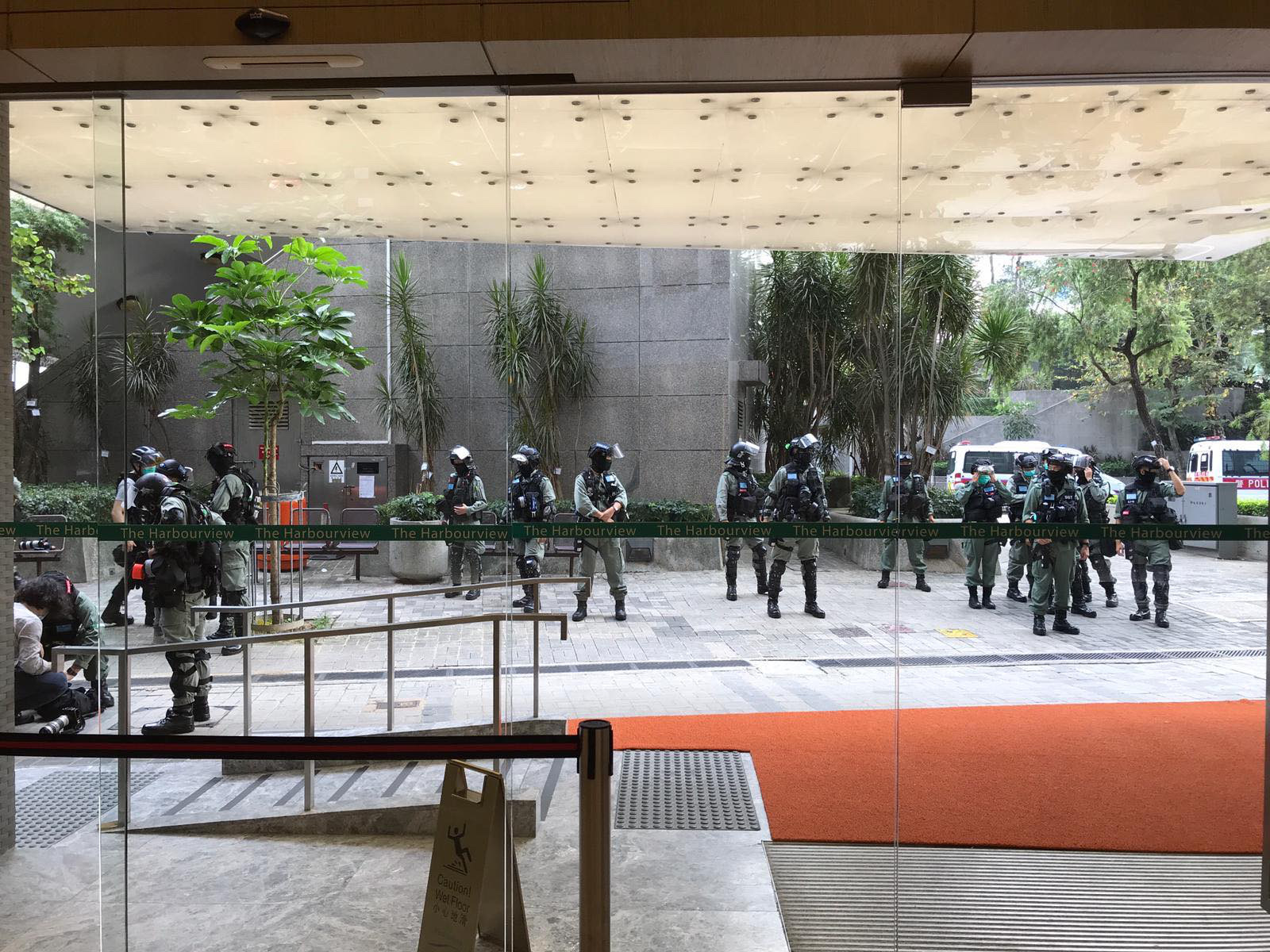
灣景國際酒店外有多名防暴警員

### 下午大圍捕
由於警方通宵在港島嚴密佈防，幾近全面封鎖海富橋一帶，網民隨即發文宣，在午飯時間將示威地點擴展至中環、銅鑼灣一帶。

#### 中環

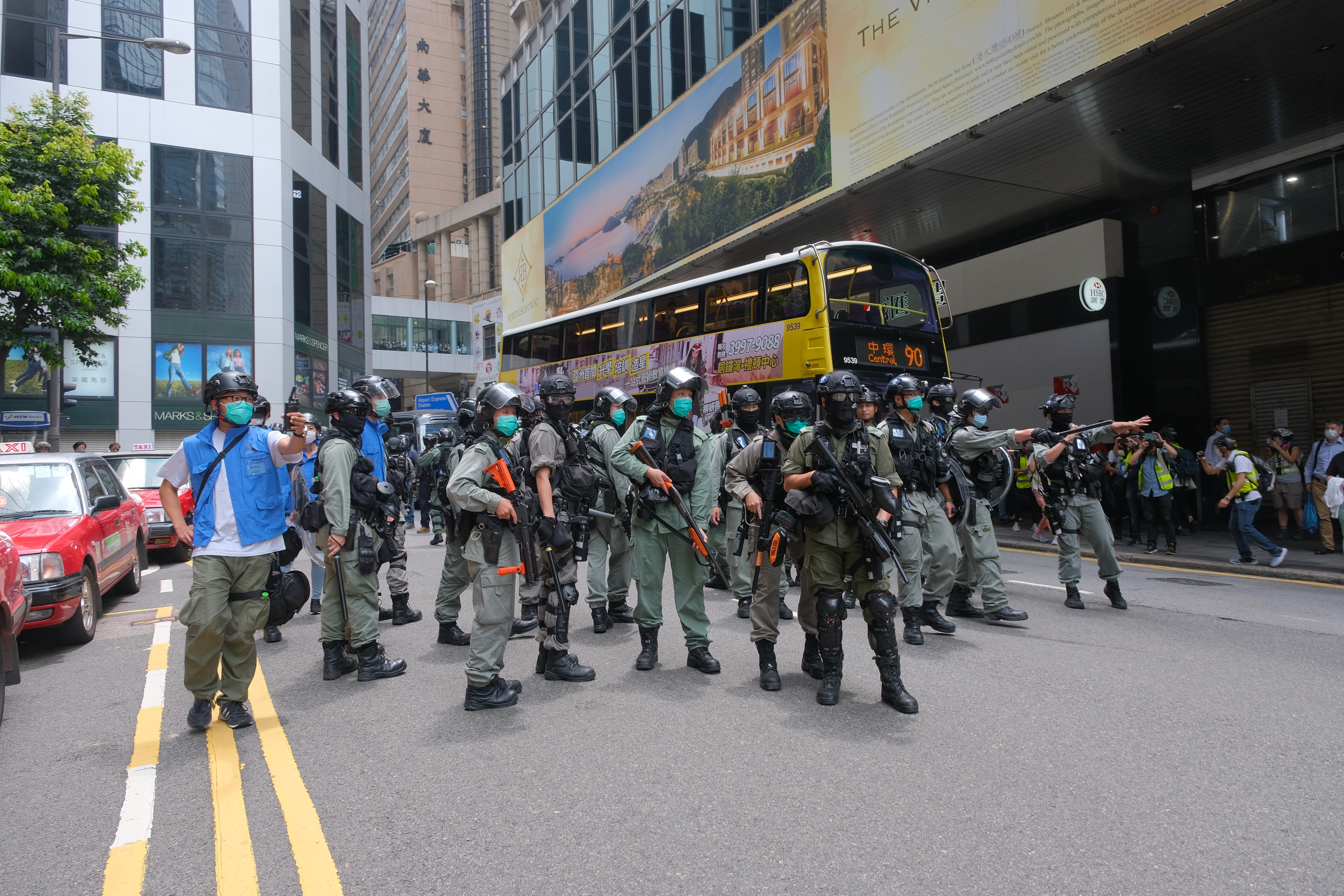
防暴警察走出畢打街外

下午1時，近百名市民在中環畢打街佔據馬路，並高呼口號。警方指其「破壞社會安寧」，要求立即離開，警方於會德豐大廈外拉起封鎖線，當中逾20名市民被帶上警車。到下午1時15分，警員發射一輪橡膠子彈及胡椒球彈驅散，現場煙霧瀰漫，不少逗留的市民退至雲咸街及畢打街一帶。防暴警察在皇后大道中華人行外截查市民和記者，《香港01》和立場新聞記者被要求停止直播。同一時間，防暴警員走到環球大廈往置地廣場的行人天橋向20名圍觀的市民截查，之後被鎖上手扣或者膠帶，全部被捕。示威群眾未有散去，集中在畢打街與德輔道中交界。警方再次舉藍旗，警告在場人士非法集結，呼籲他們散去，否則會作出拘捕。最終以涉嫌參與未經批准集結拘捕約180人。警員發射胡椒球彈期間，有記者被打中。

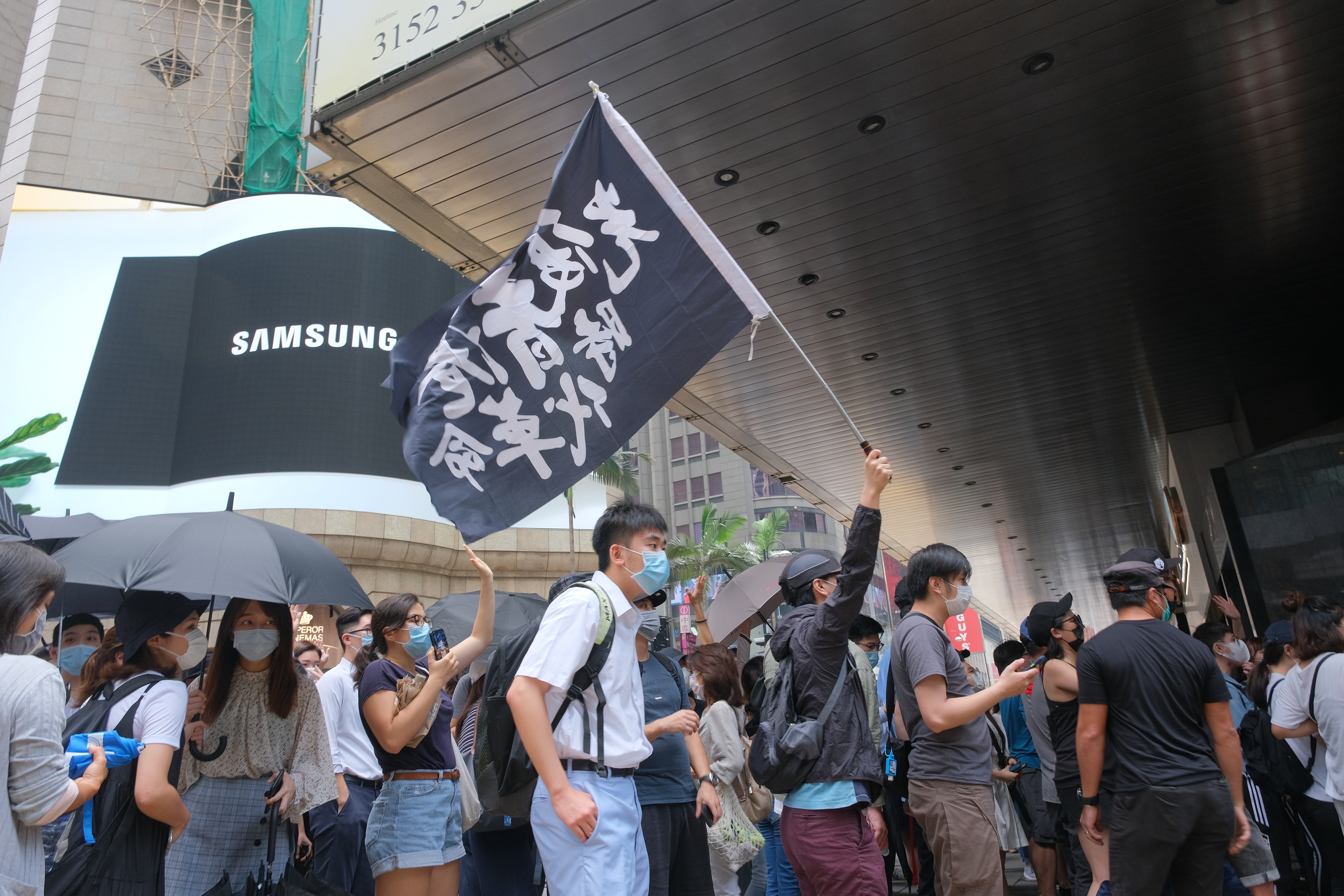
下午1時，市民在中環畢打街佔據馬路，並舉起光復香港 時代革命旗幟
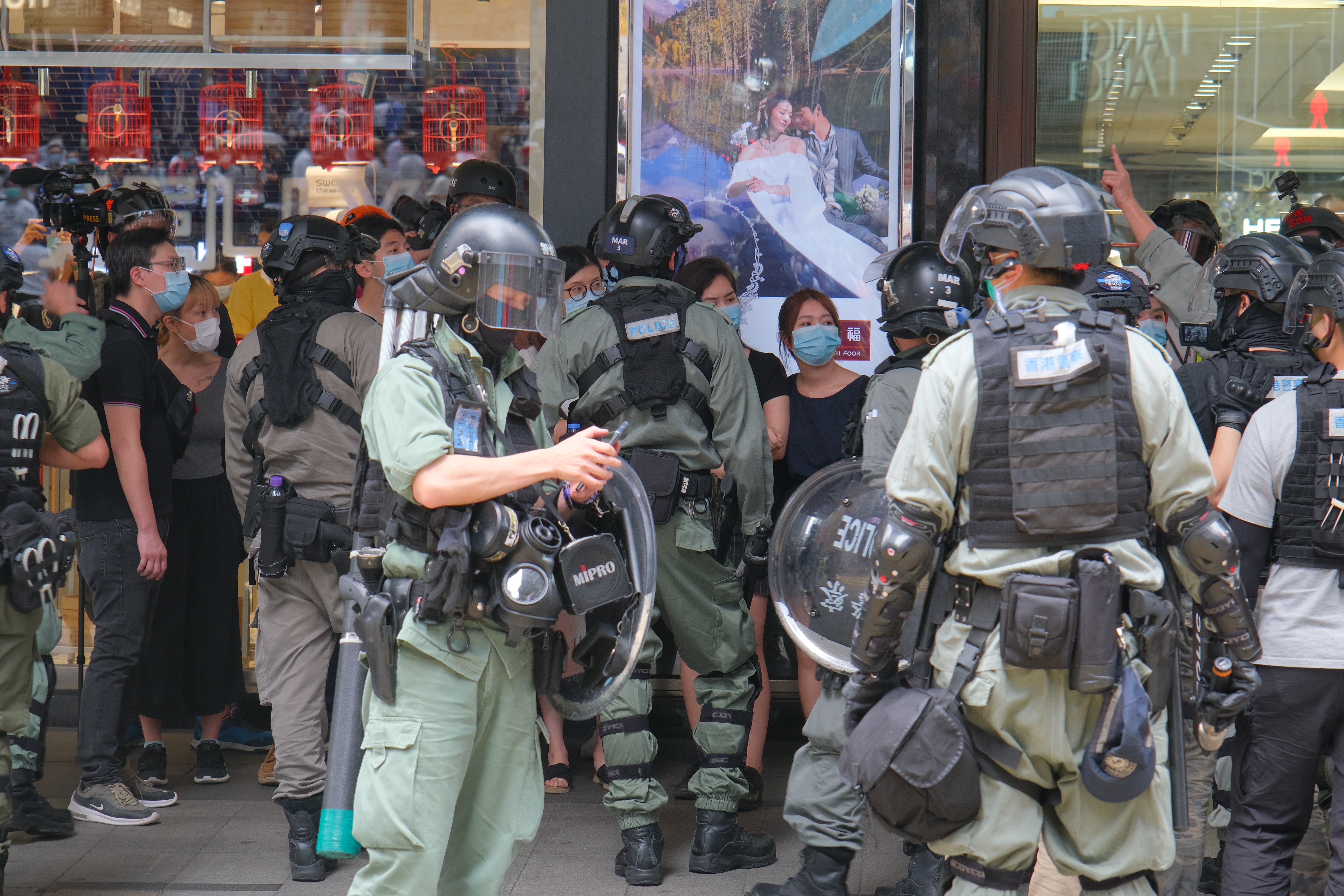
防暴警在皇后大道中華人行外截查大批市民
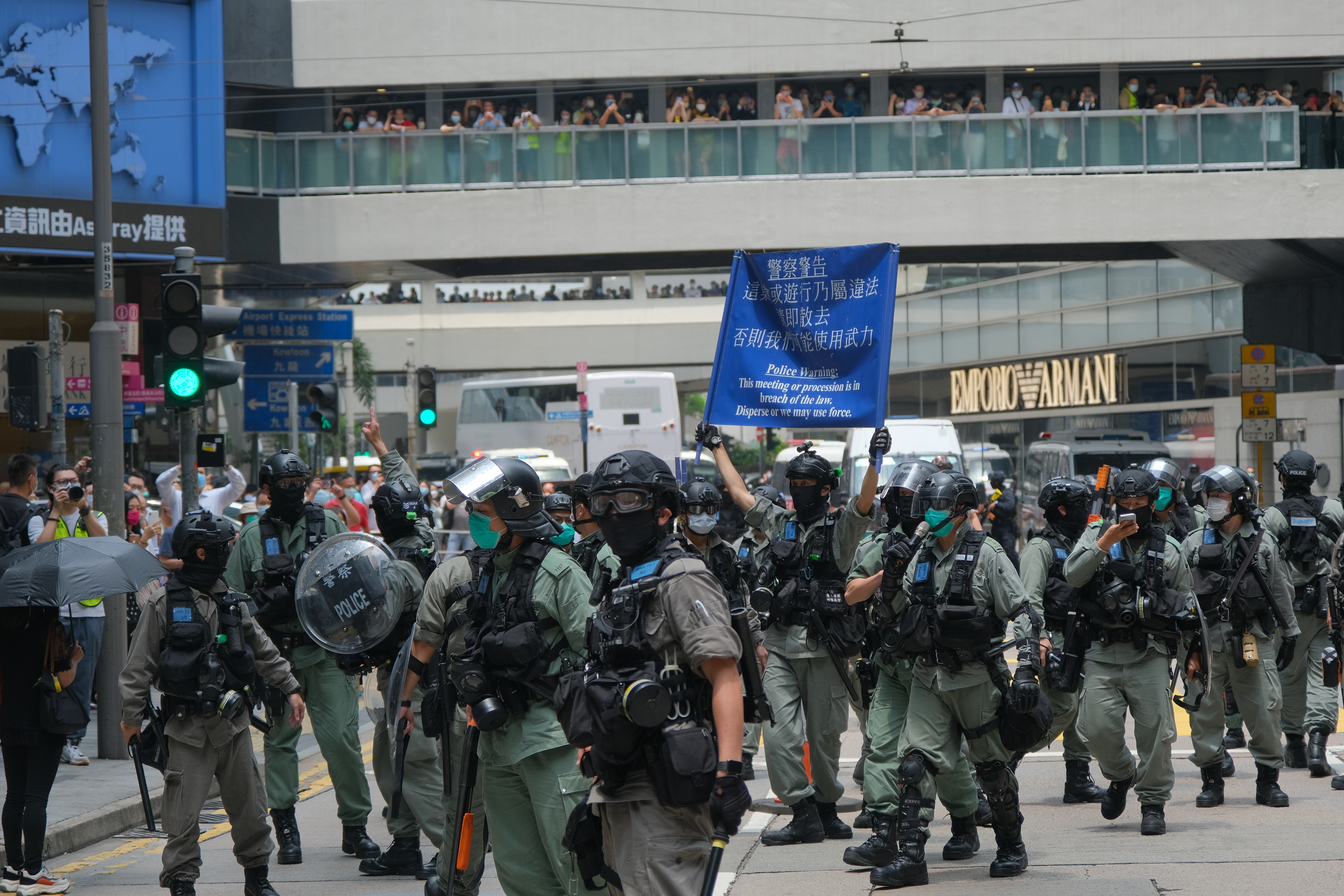
防暴警在畢打街近德輔道中舉起藍旗

#### 灣仔
警員在修頓球場對面和灣仔皇后大道東近太古廣場三期截查，之後共拘捕25男34女，年齡介乎15歲至70歲，涉嫌非法集結。全部人已獲准保釋候查。

#### 銅鑼灣

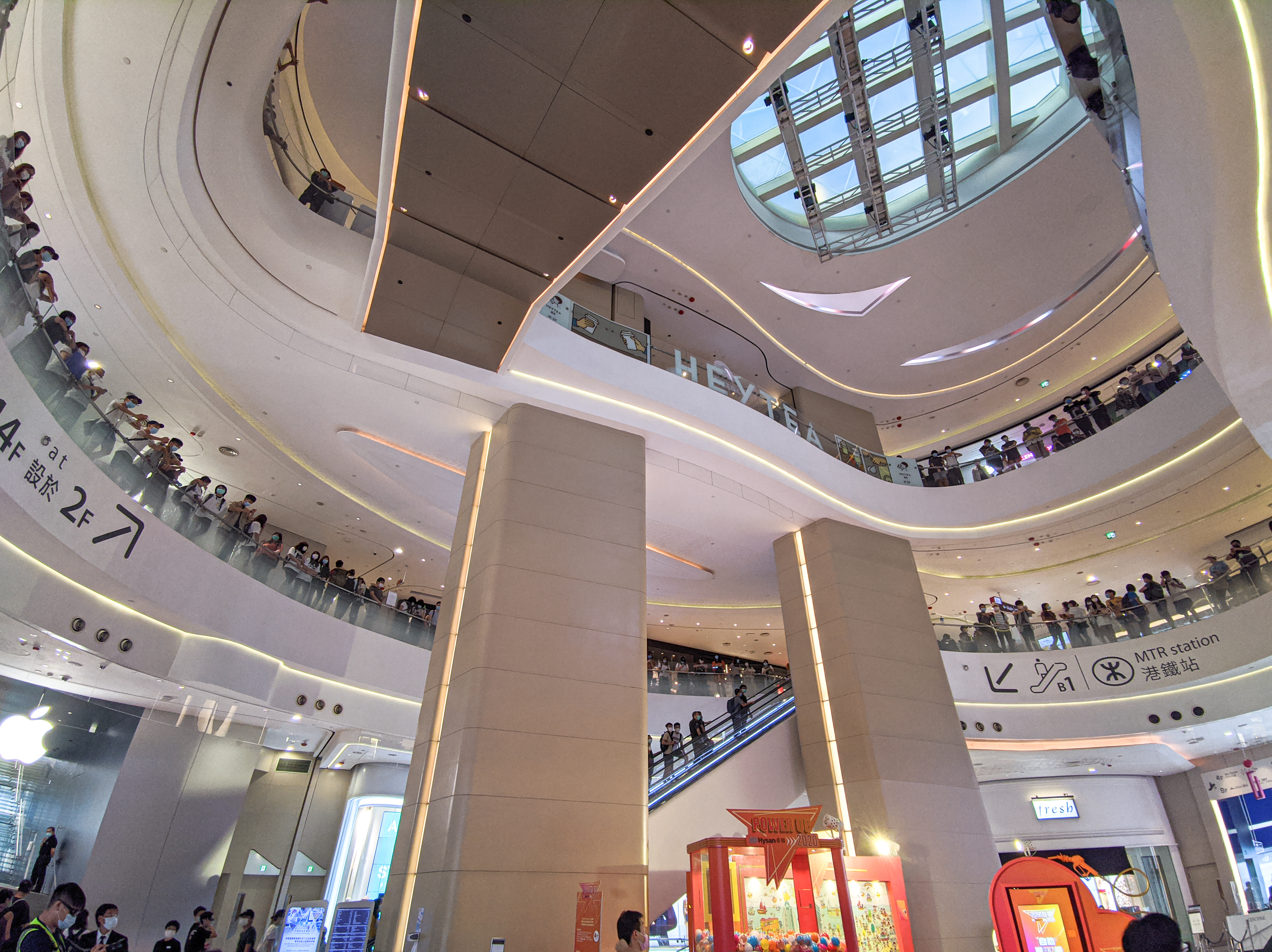
中午12時，近200名市民在希慎廣場內聚集

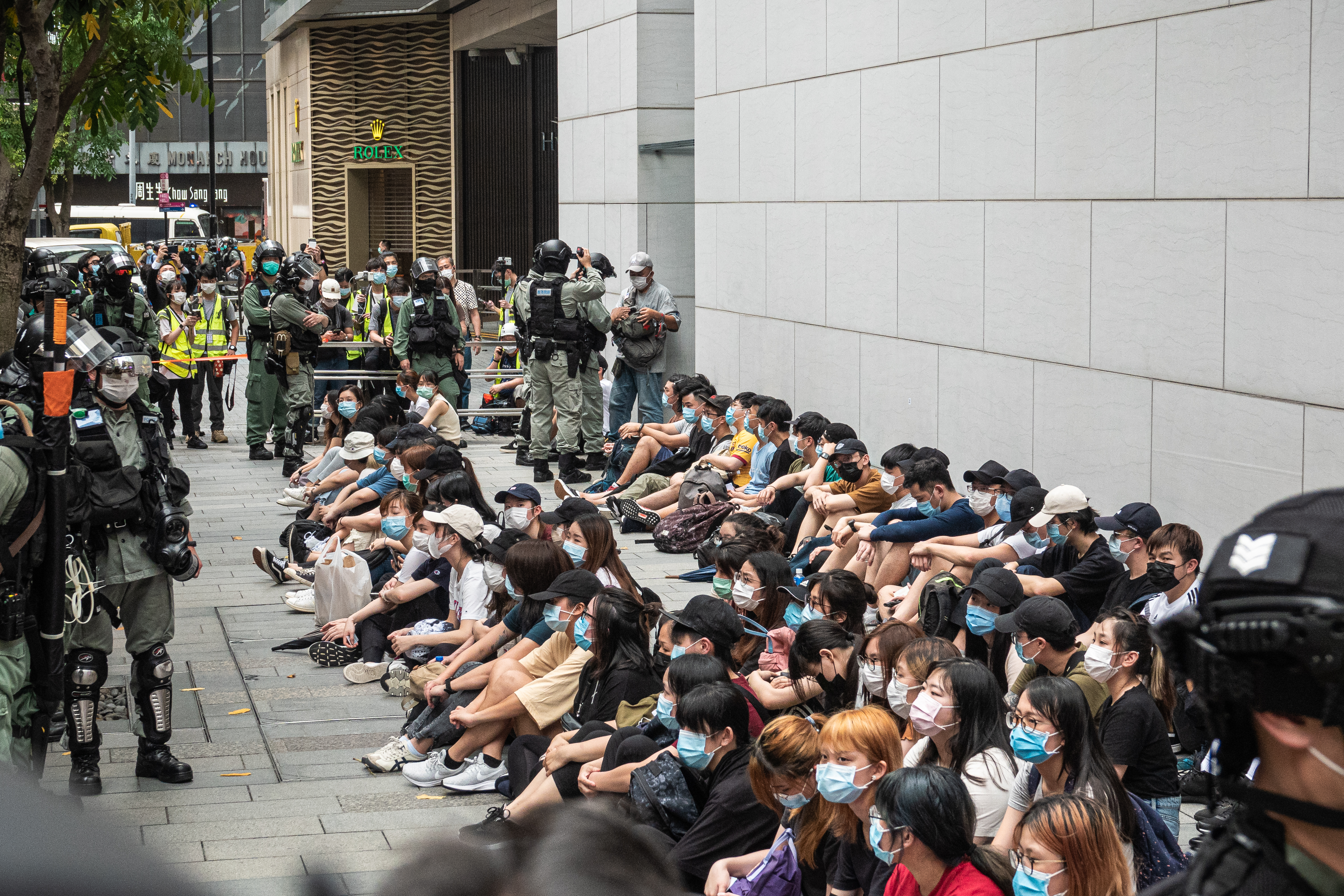
防暴警在希慎廣場外拉起封鎖線期間，一度指向在利園山道逗留的過百名市民稱：「Con起佢哋！全部con起哂！」隨即以封鎖線圍起近百人並截停搜查，最後逾50人被捕

中午12時，近200名市民在銅鑼灣渣甸坊一帶和希慎廣場內聚集，期間有人叫反修例口號和手持「反對國安法」的標語，其後部分人起步前往軒尼詩道。防暴警員在軒尼詩道近渣甸坊拉起封鎖線，並舉起黃旗，其後制服1男1女。港鐵關閉其中一個出入口。到下午1時半，警方在希慎廣場外拉起封鎖線期間，隨即以封鎖線圍起約100人截查，他們被要求坐在地上等候進行搜查，其中一人身體不適，由救護車送院。期間「守護孩子行動」成員、好鄰舍北區教會傳道人陳凱興被警員從人群拉走，之後按在地上被捕，「守護孩子行動」成員黃伯情緒激動，曾上前想拉起他。最後至少80人被帶上警方旅遊巴。
到下午3時許，防暴警則向時代廣場方向推進，有人在羅素街被制服。一名男子在近波斯富街位置與警員理論期間，被警員多次施放胡椒噴劑，其後要用水洗面。部分人沿著軒尼詩道向金鐘方向遊行，有人曾經走出馬路。到下午4時半後，防暴警員撤出波斯富街後，在羅素街一名穿上紅色衣服，沒有的戴上口罩中年女子拖著手拉車到場，引起市民包圍互相指罵，並高叫口號，女子其後離開。而人群在傍晚前繼續在銅鑼灣一帶聚集，防暴警在波斯富街橫巷和駱克道截查多名途人。

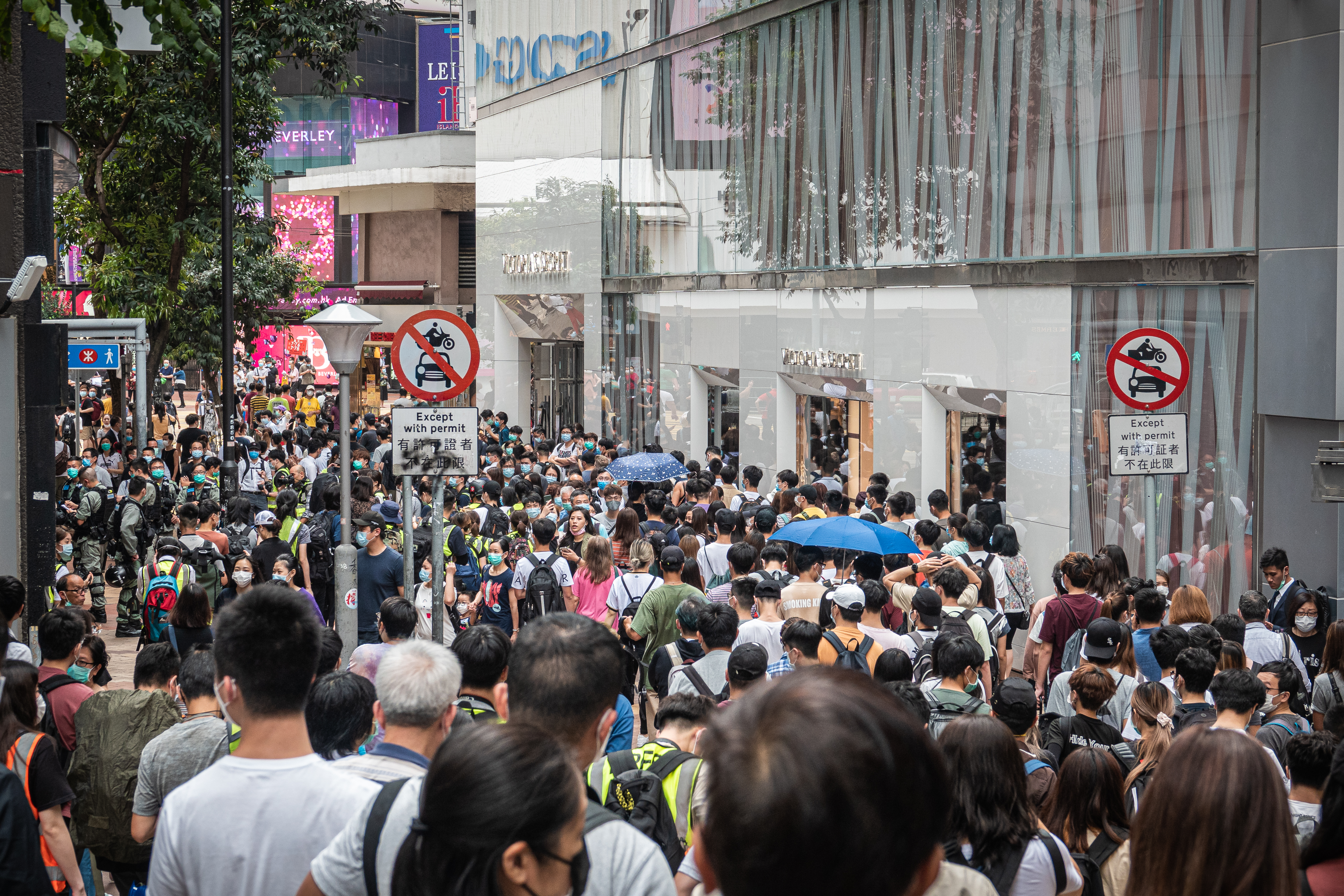
在渣甸坊一帶聚集的人群
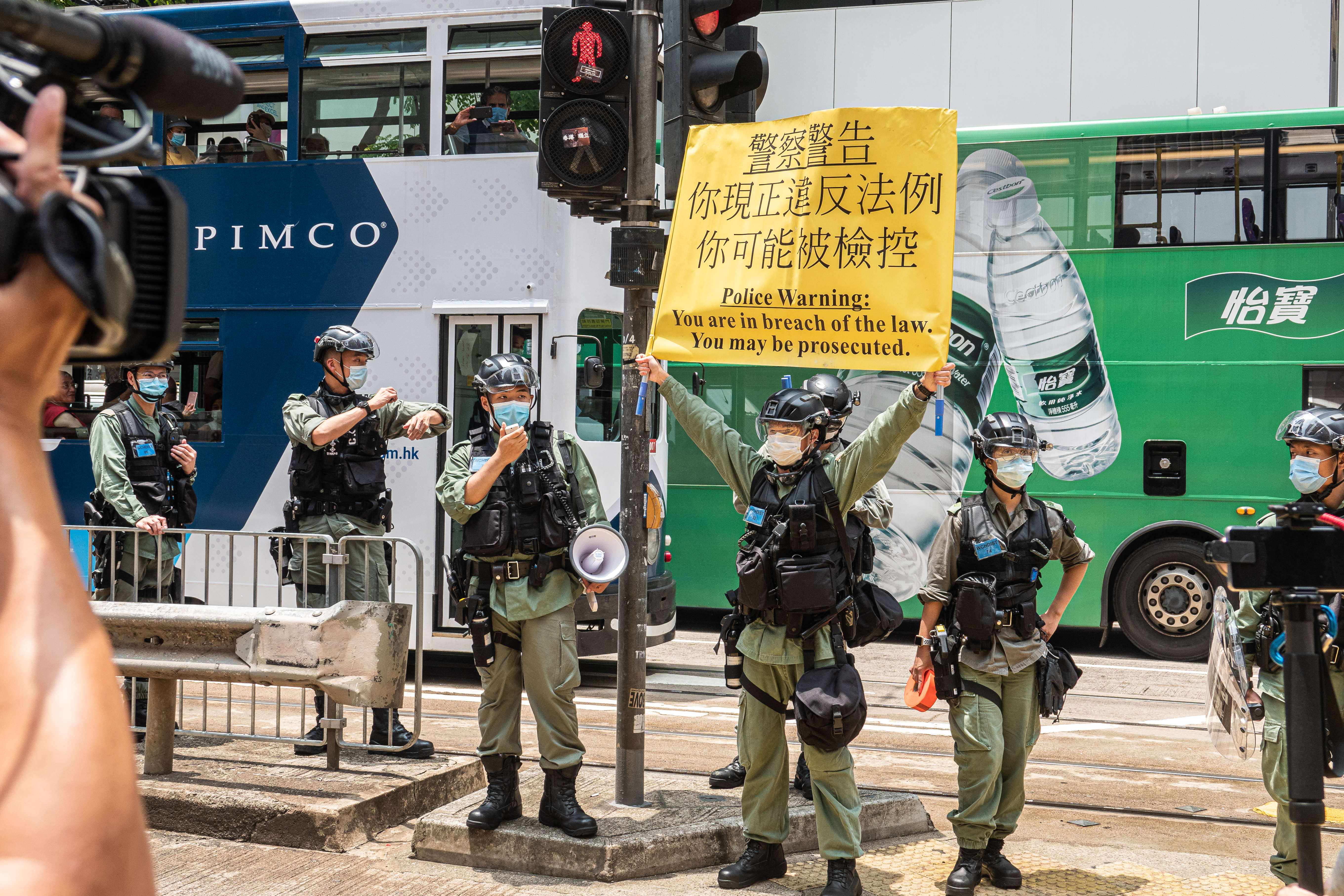
防暴警員在軒尼詩道舉起黃旗
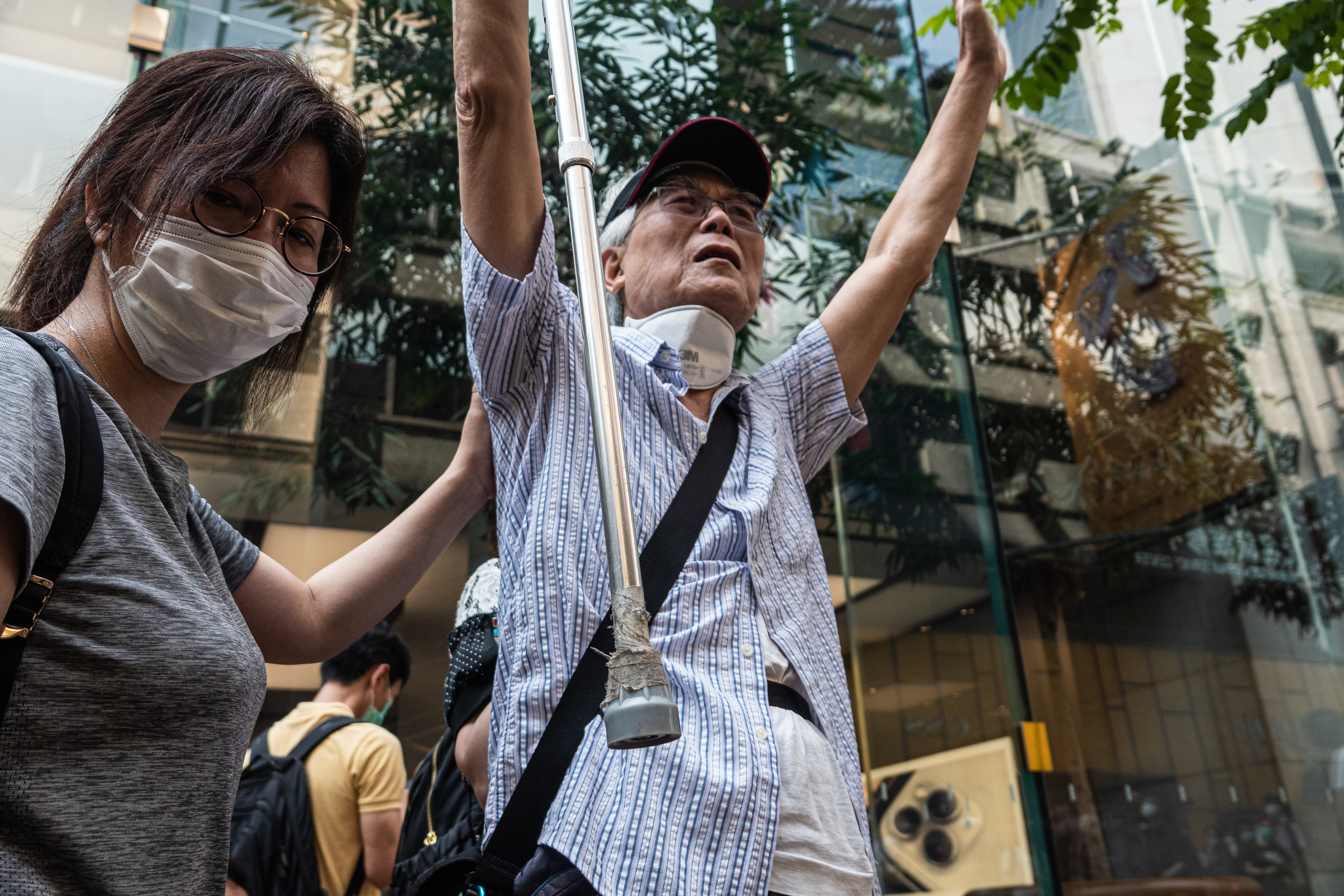
「守護孩子行動」成員黃伯在希慎廣場外
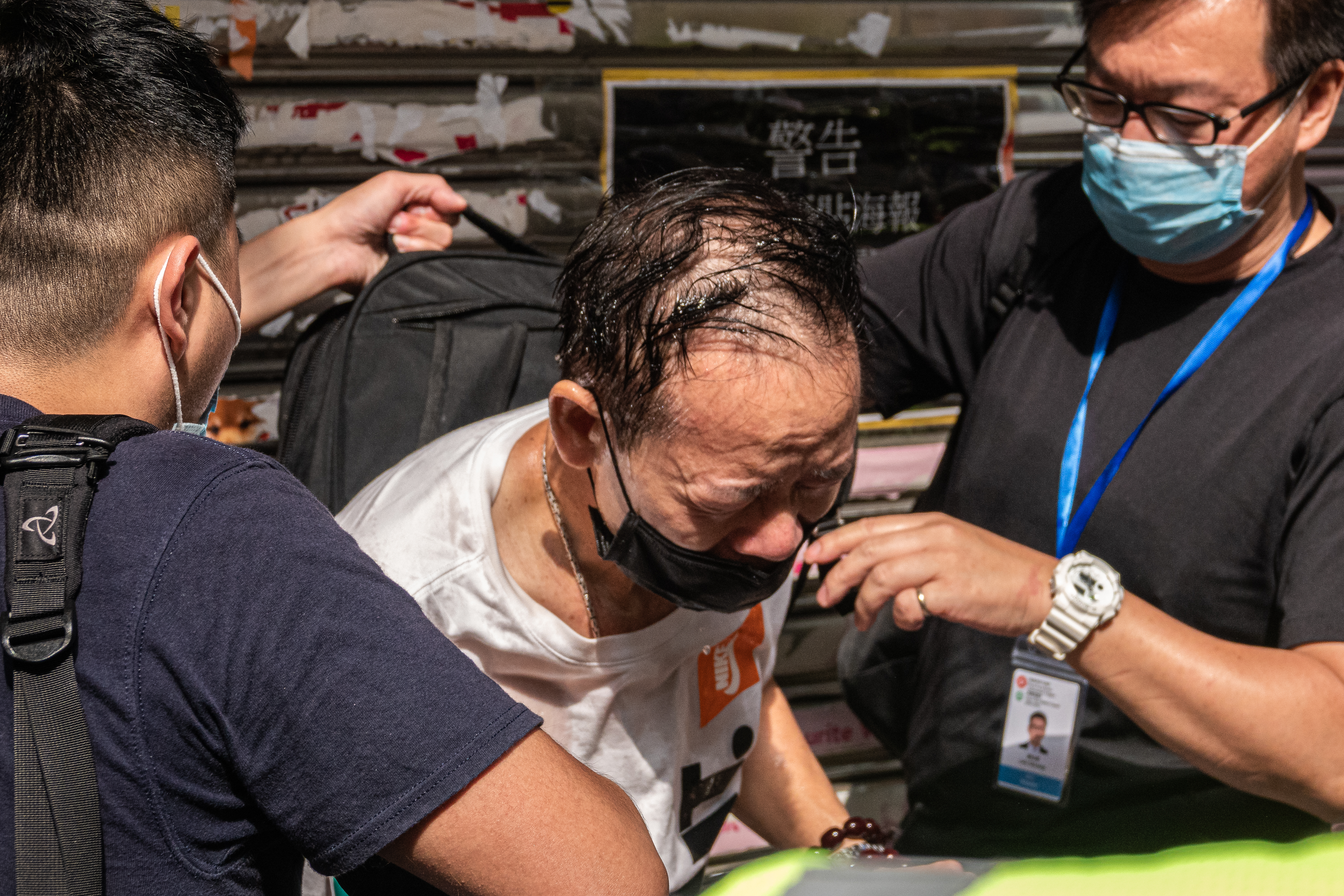
一名男子在近波斯富街位置與警員理論期間，被警員多次施放胡椒噴劑感到不適
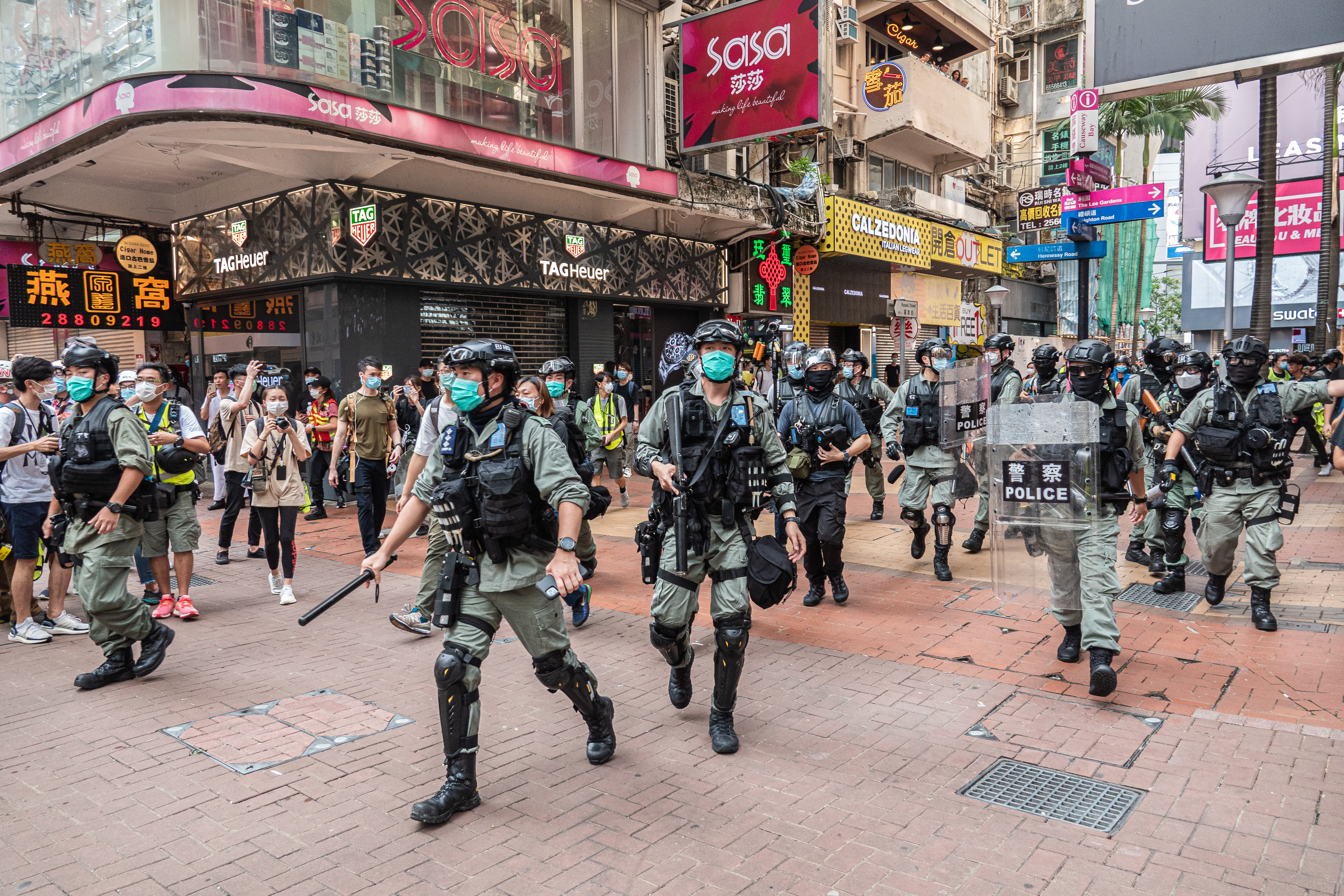
下午3時41分，防暴警向波斯富街位置推進
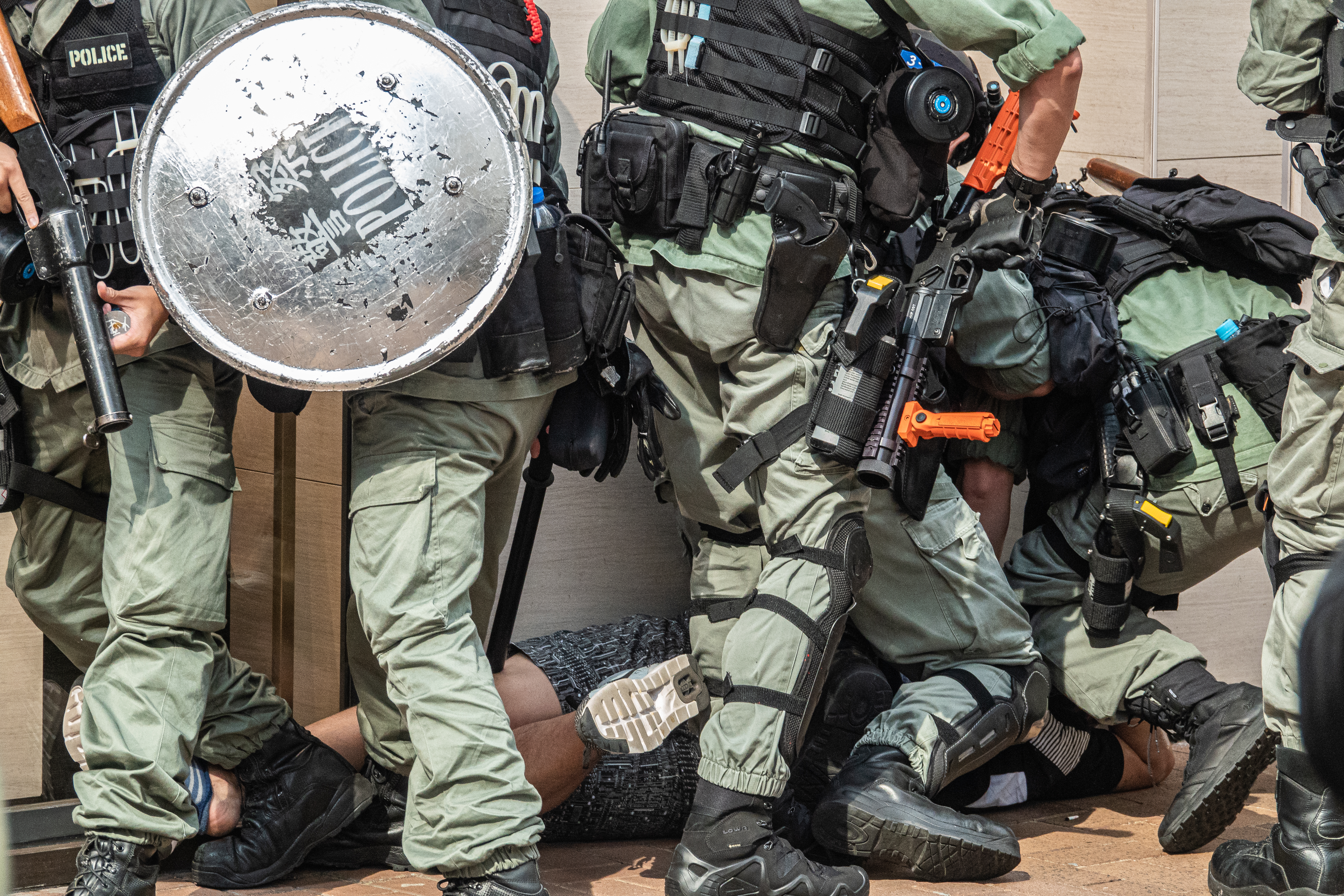
下午3時43分，有人在羅素街被制服
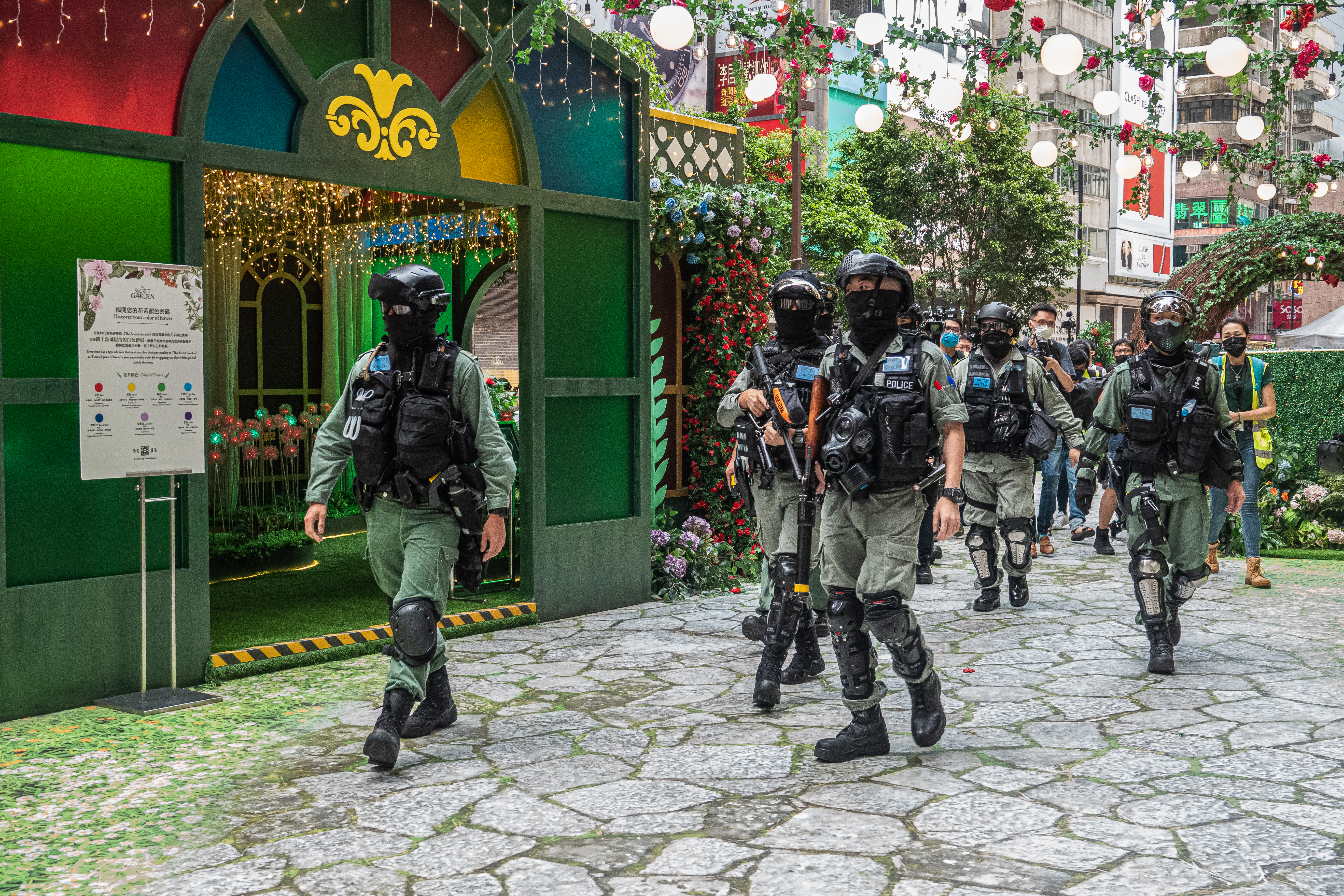
下午5時，防暴警到時代廣場外的廣場

#### 旺角

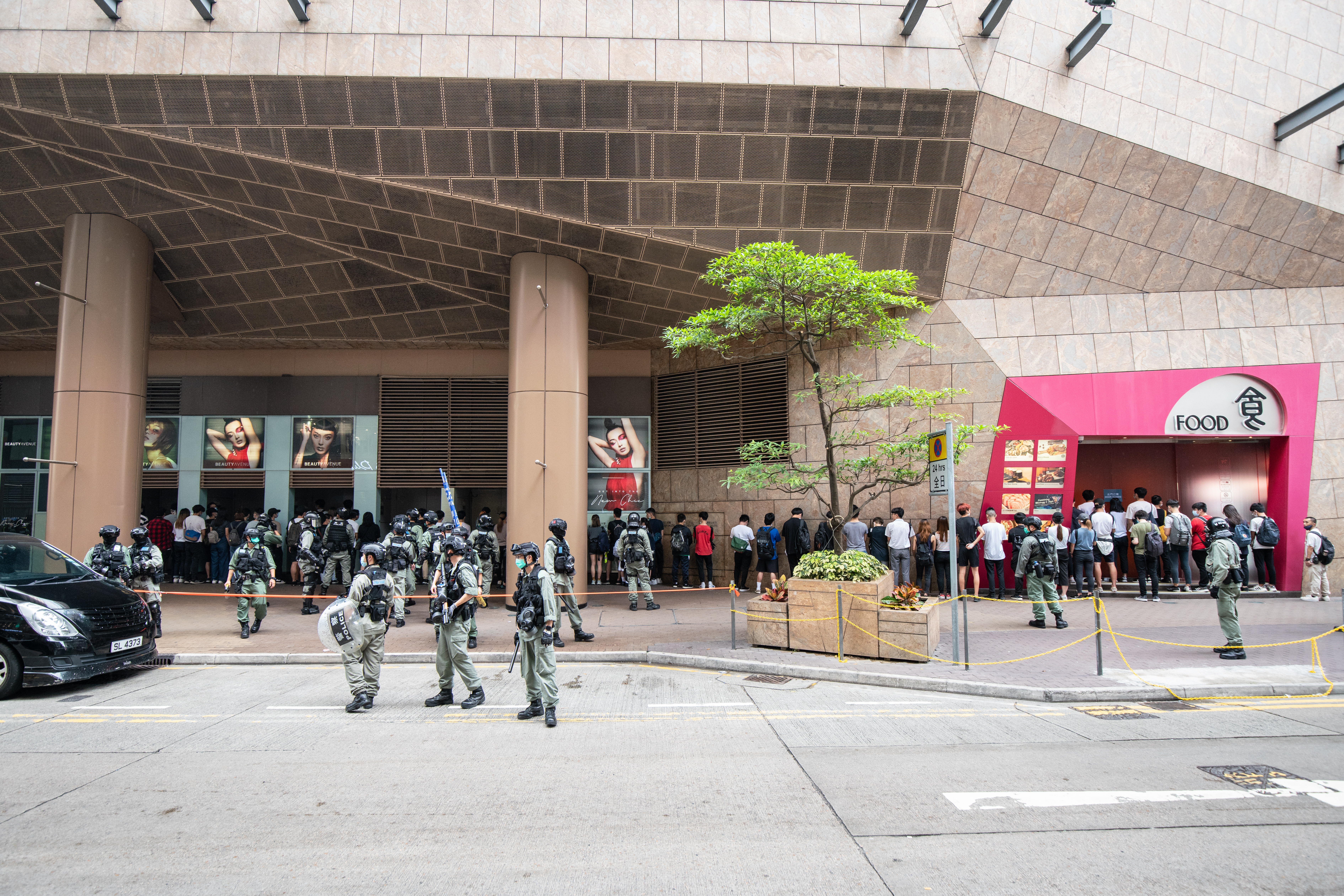
下午近3時，警員在旺角朗豪坊外拉起封鎖線，並大圍捕逾60人，涉非法集結

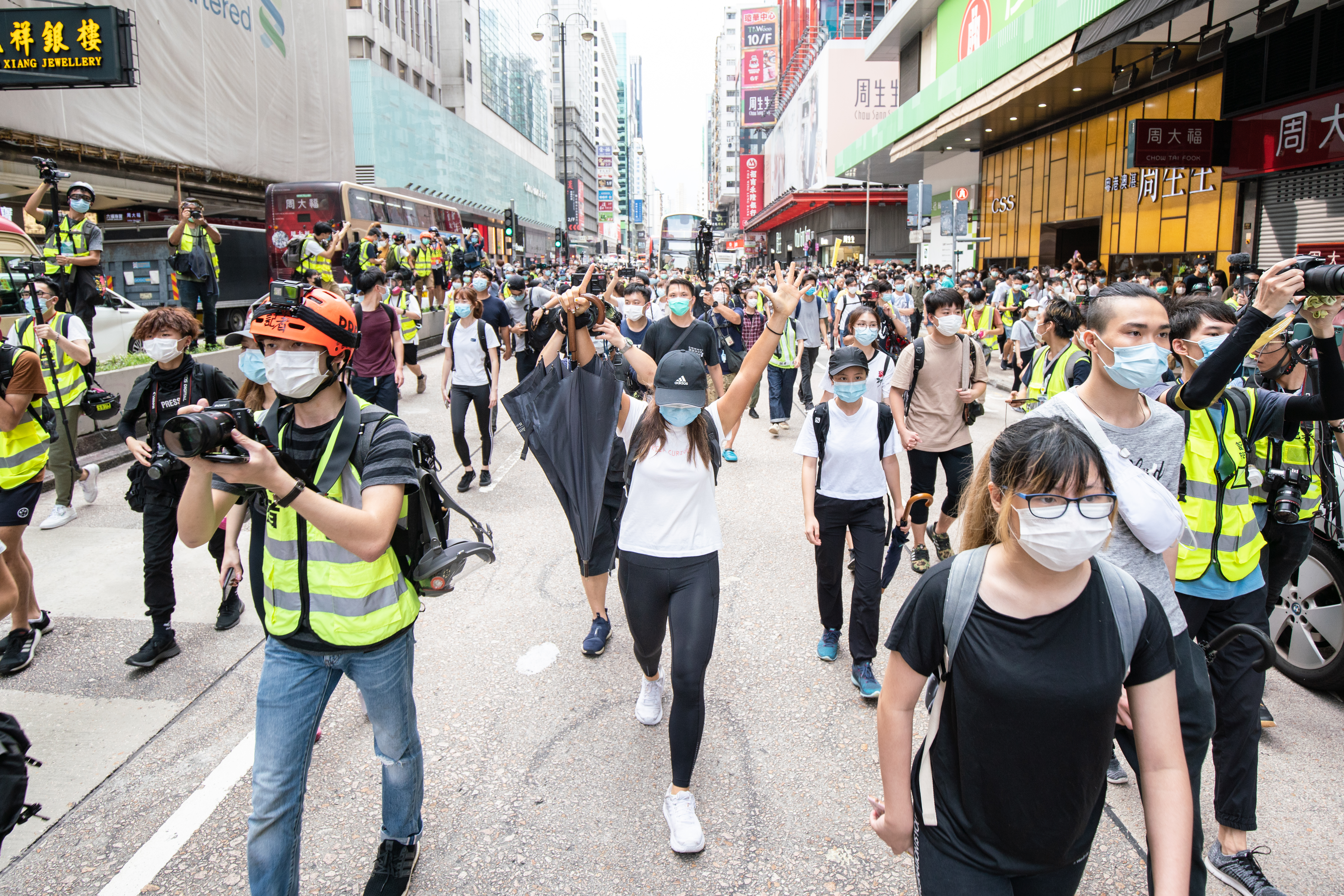
下午4時30分市民佔據旺角彌敦道，有人舉起五大訴求手勢

下午2時許，有市民響應網上號召，由旺角朗豪坊沿彌敦道步行前往尖沙咀，部分人一度佔據馬路並高呼口號。多名防暴警員迅速到場，在彌敦道與登打士街交界舉起黃旗，呼籲人群散去。其後警員在旺角多處截查多人，其中防暴警員突然衝上朗豪坊外的行人路，一人被暴力制服，有近60人一字排開等候警員搜身，大多是年輕人，其後全部登上警方的旅遊巴，包括身穿校服的女學生。在長沙街，有多名身穿校服的學生在公園內被截停搜查。

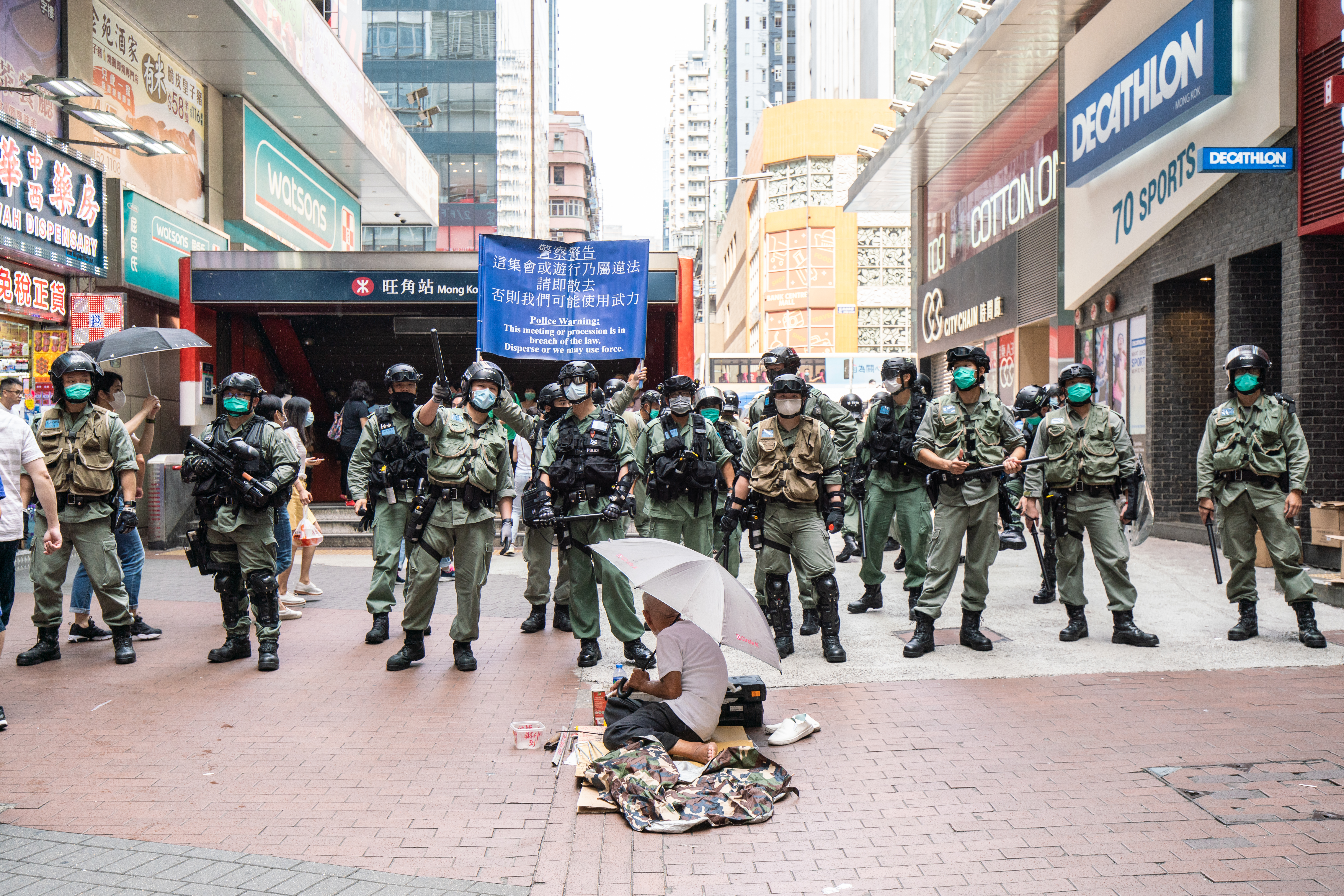
下午2時55分，防暴警員在旺角站出口外舉起藍旗
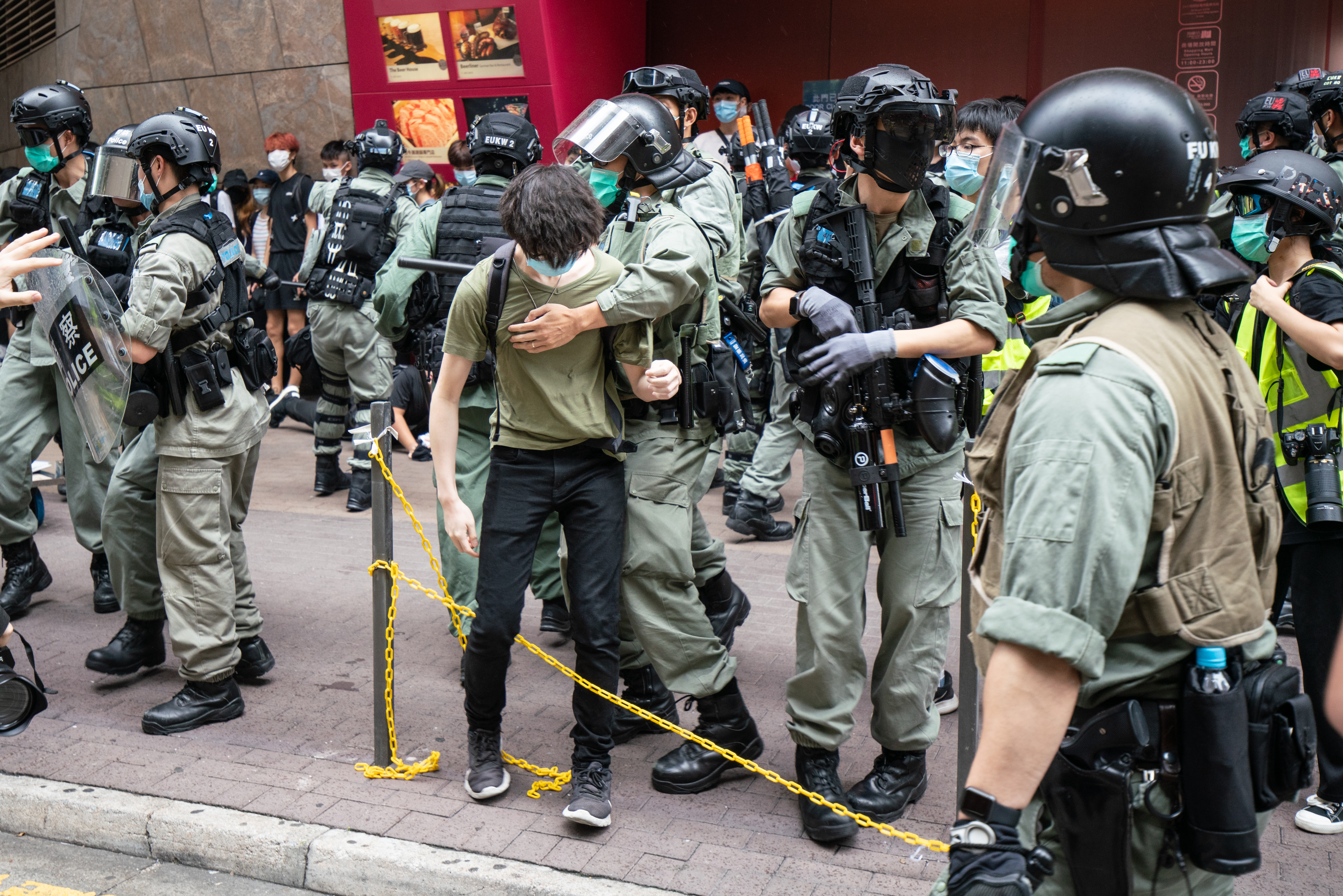
下午2時56分，防暴警員突然衝上朗豪坊外的行人路，有年輕人被防暴警員制服
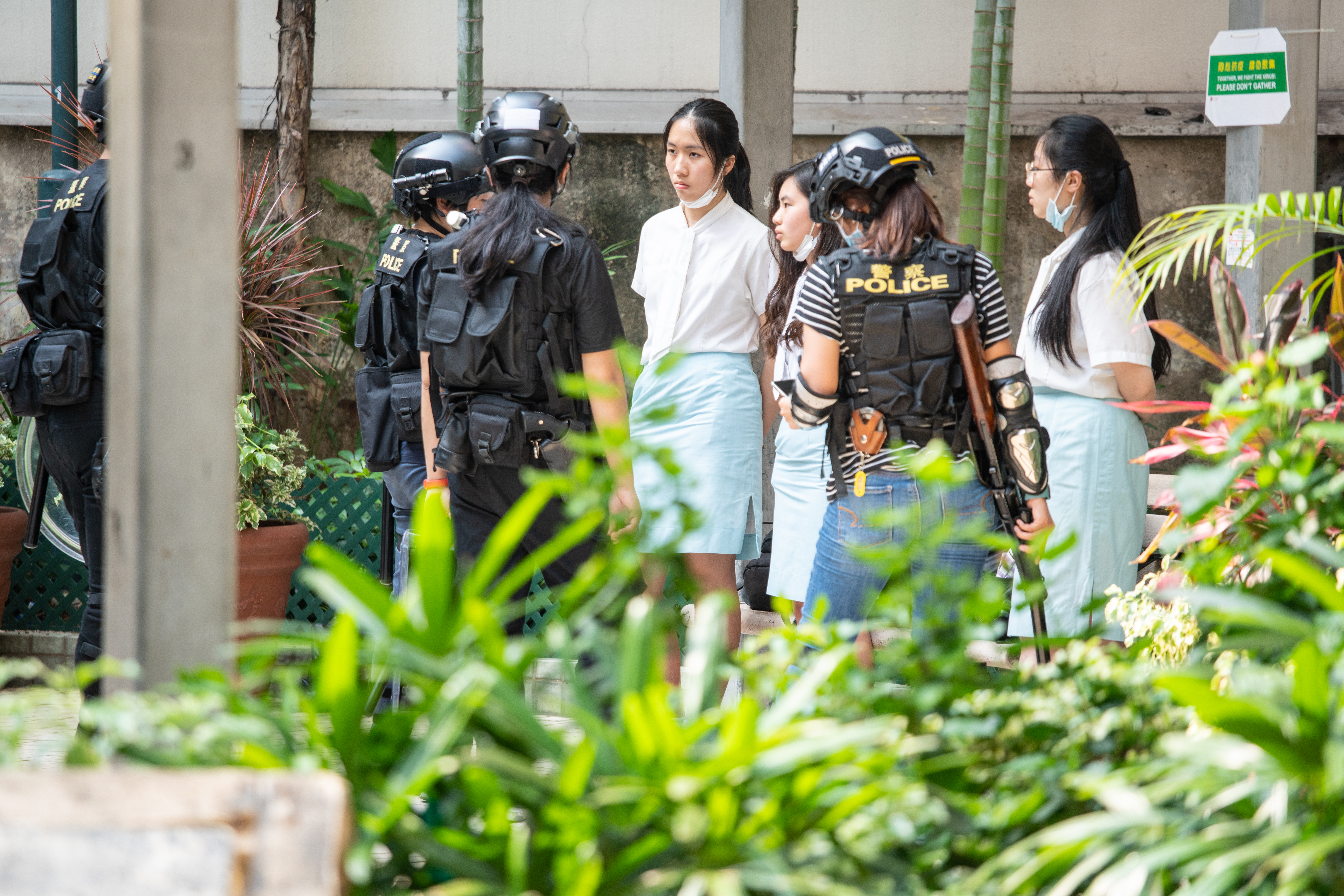
有身穿校服的學生在長沙街的公園內被截停搜查
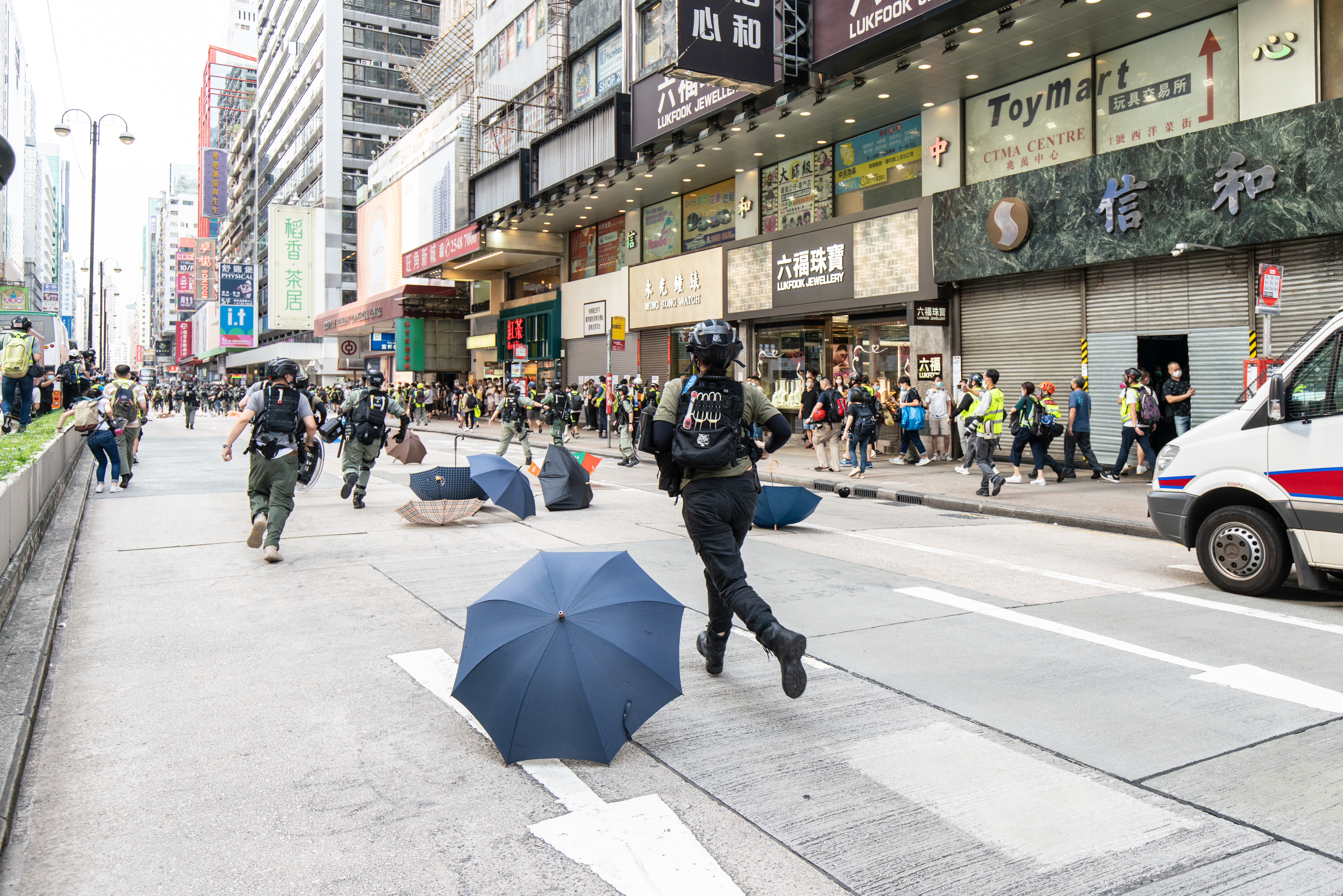
下午4時34分，市民佔據馬路後，警員迅速到場
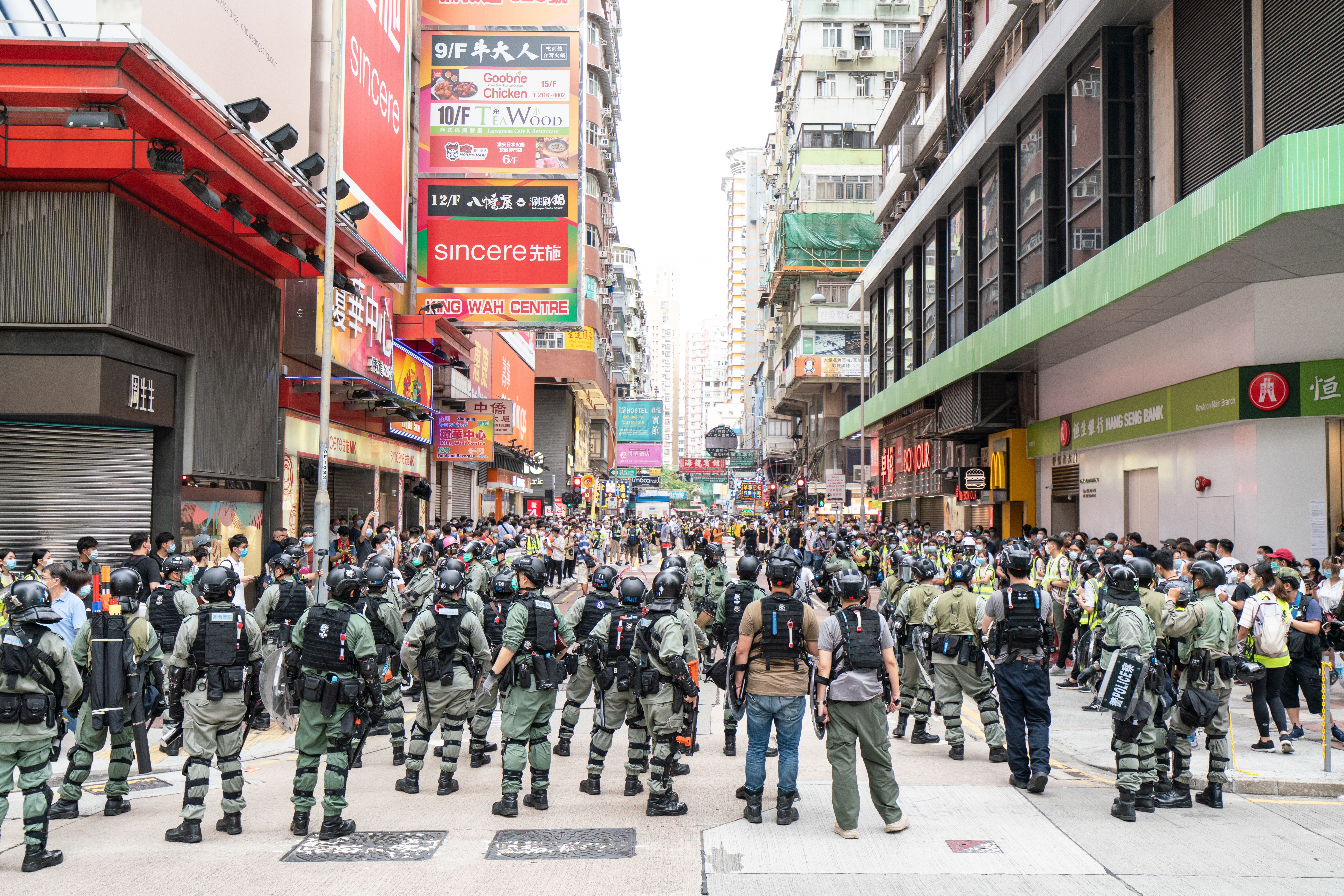
下午5時04分，大批防暴警員在山東街
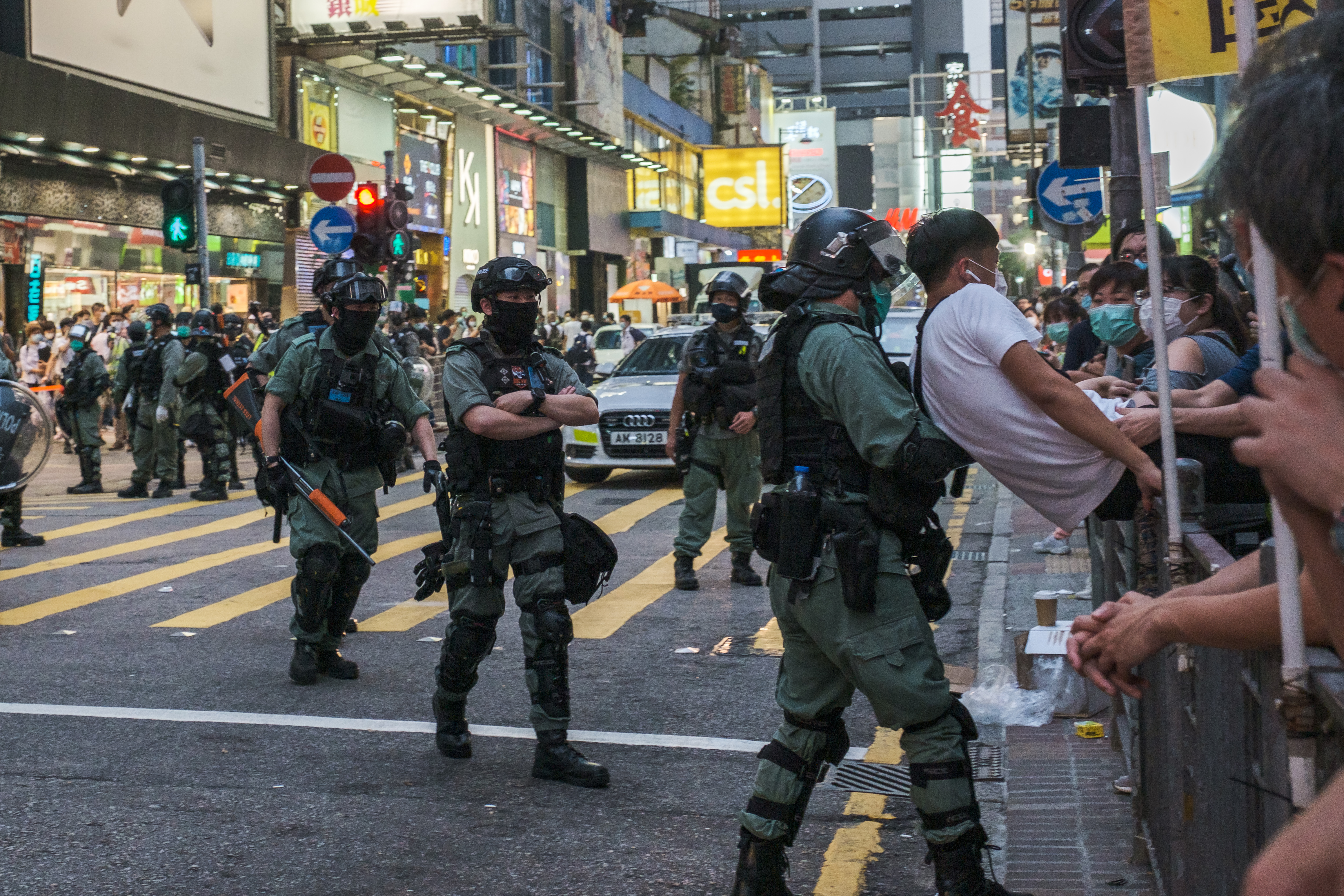
傍晚，防暴警員在旺角西洋菜南街突然將一名坐在欄桿上的青年人拉走，之後被捕

### 晚上旺角示威

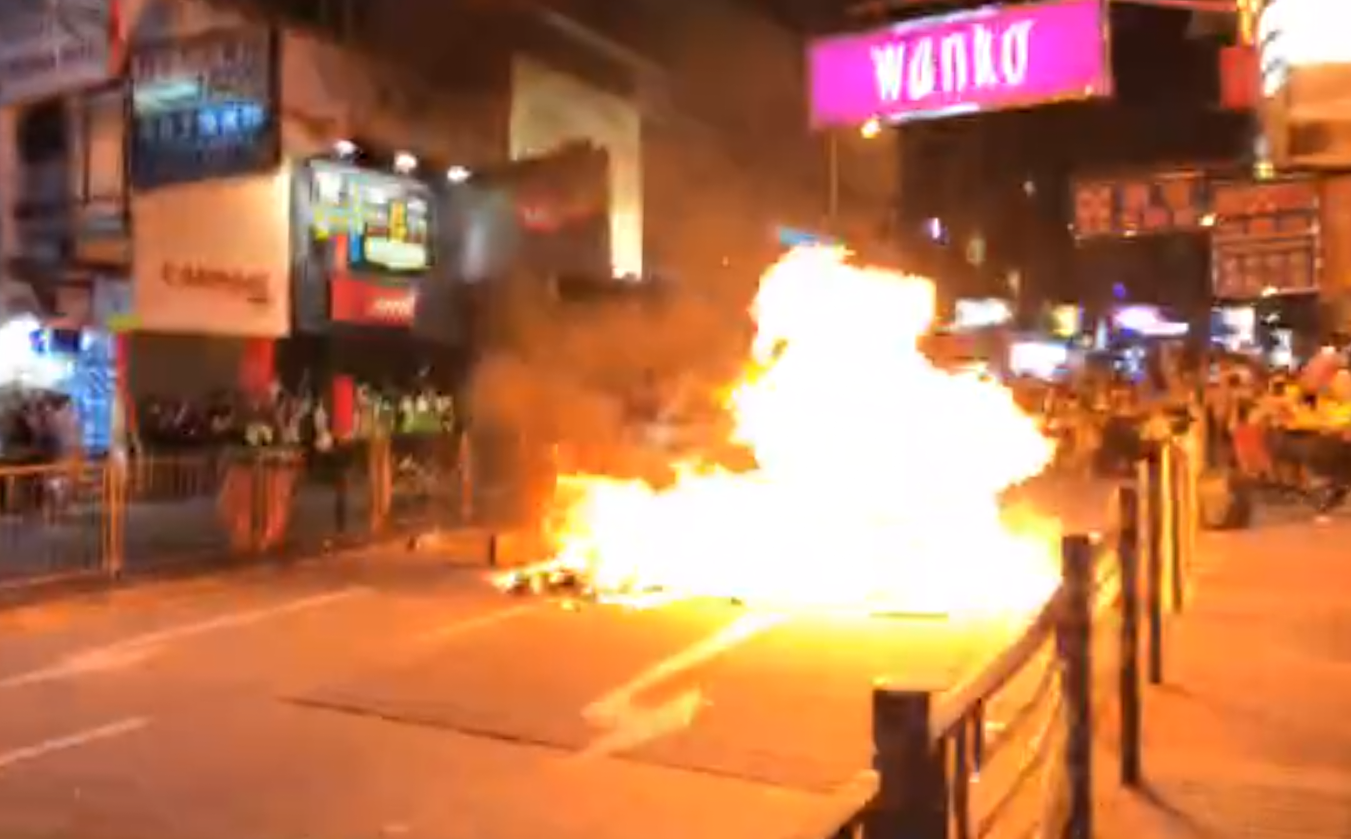
晚上9時10分，旺角西洋菜南街有路障起火，並傳出爆炸聲

入夜後，旺角繼續有示威者聚集堵路。在晚上8時，大批市民在旺角彌敦道及山東街交界聚集，立法會議員許智峯到場。防暴警在彌敦道戒備，一度舉藍旗表示會進行驅散。晚上8時，防暴警由彌敦道進入山東街，清理馬路上的雜物。而水炮車和銳武裝甲車駛至彌敦道雅蘭中心對開。到8時50分，有人在花園街及奶路臣街交界焚燒雜物，消防員到場撲滅。到晚上9時10分，西洋菜南街近亞皆老街有路障起火，並傳出爆炸聲。9時30分，在旺角瓊華中心外，防暴警察粗暴對待一名中年男子，強行屈曲被捕人士右腳，被捕人士面容扭曲，神情痛苦。人群到晚上11時散去。不過深夜11時19分，警員在登打士街與砵蘭街交界拘捕一名年輕男子，到凌晨12時，有人在亞皆老街以雜物堵路，多名便衣警員突然衝出，並將涉嫌堵路的男子制服地上。

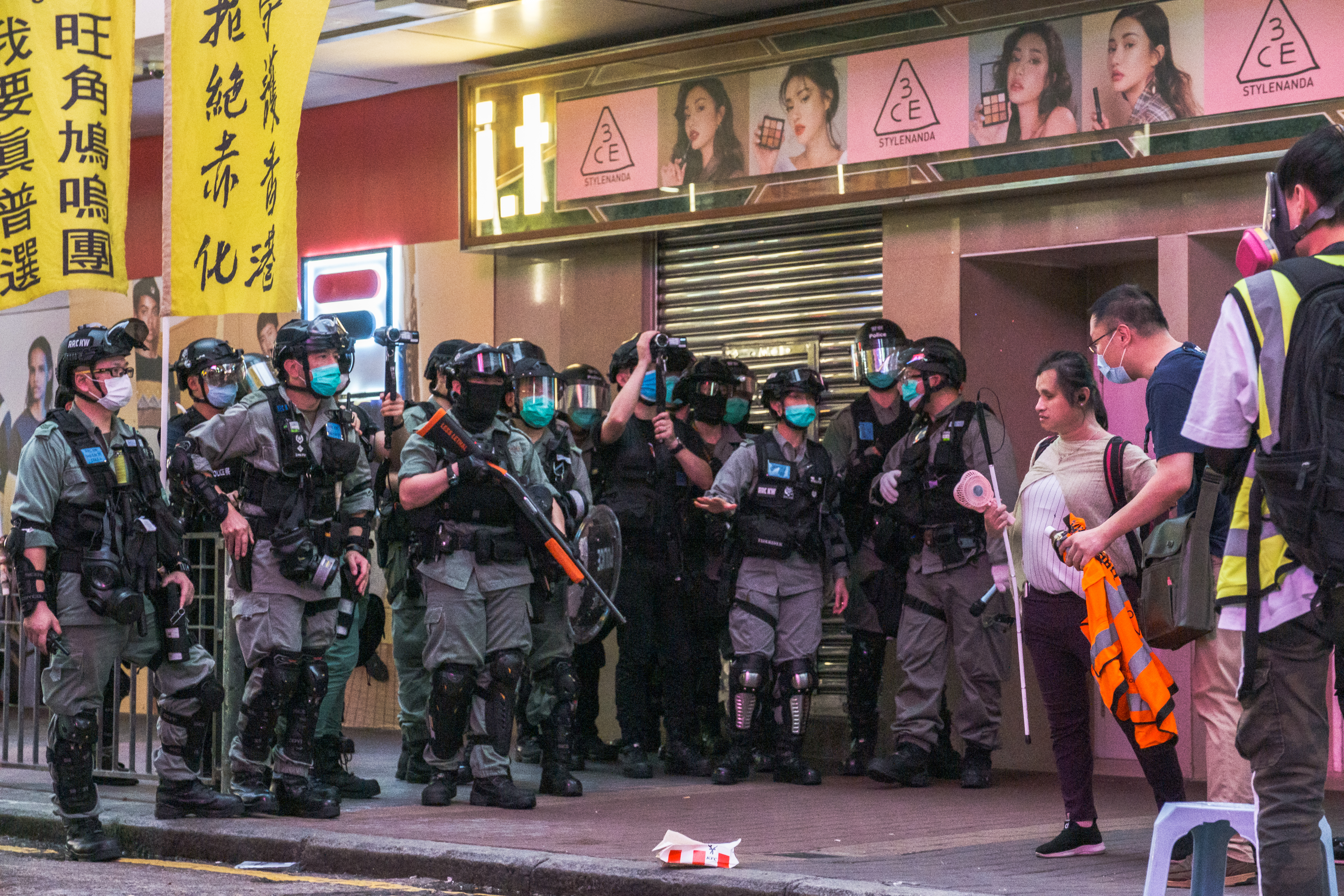
失明女律師在西洋菜南街
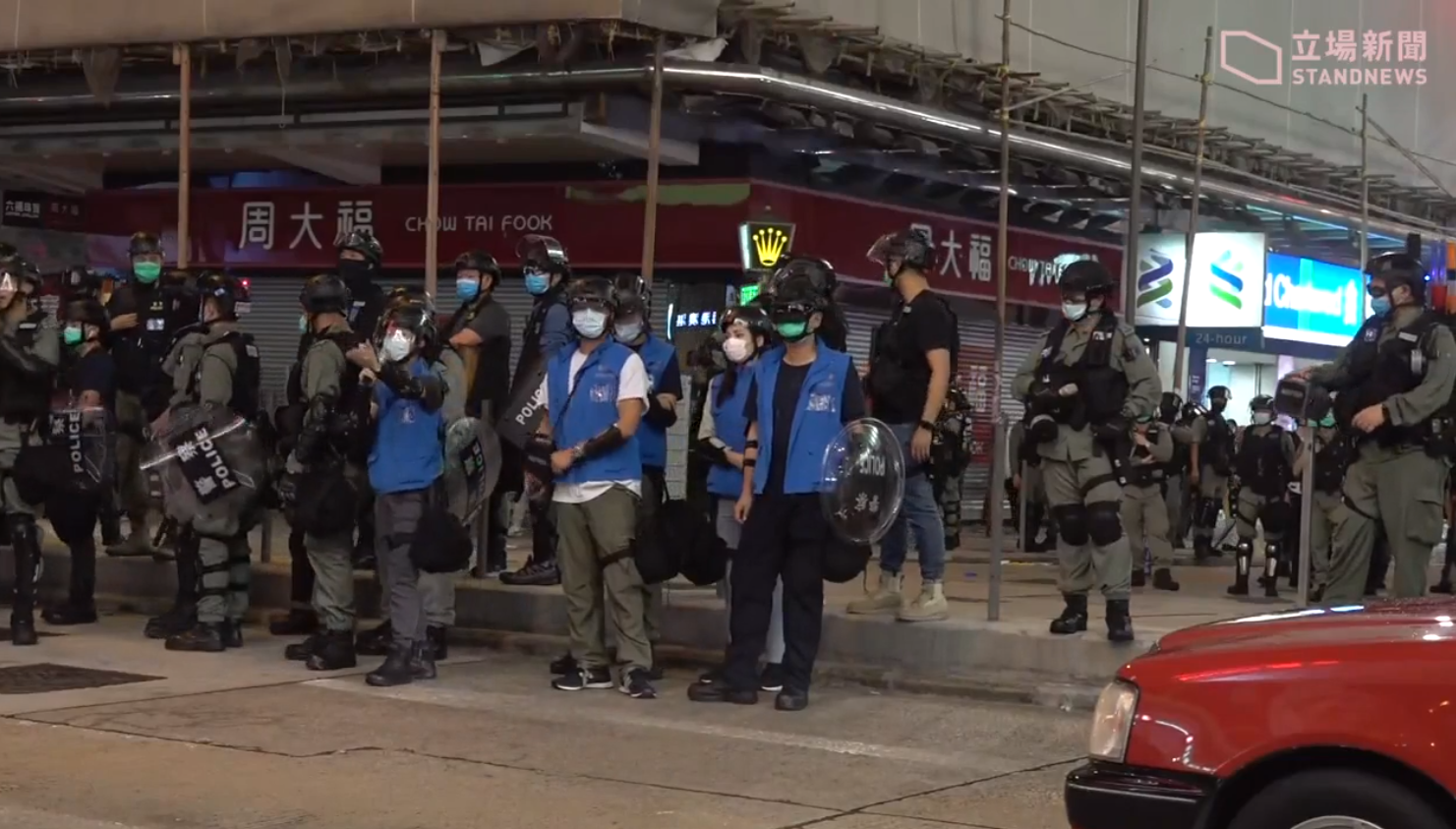
大批警員在彌敦道戒備
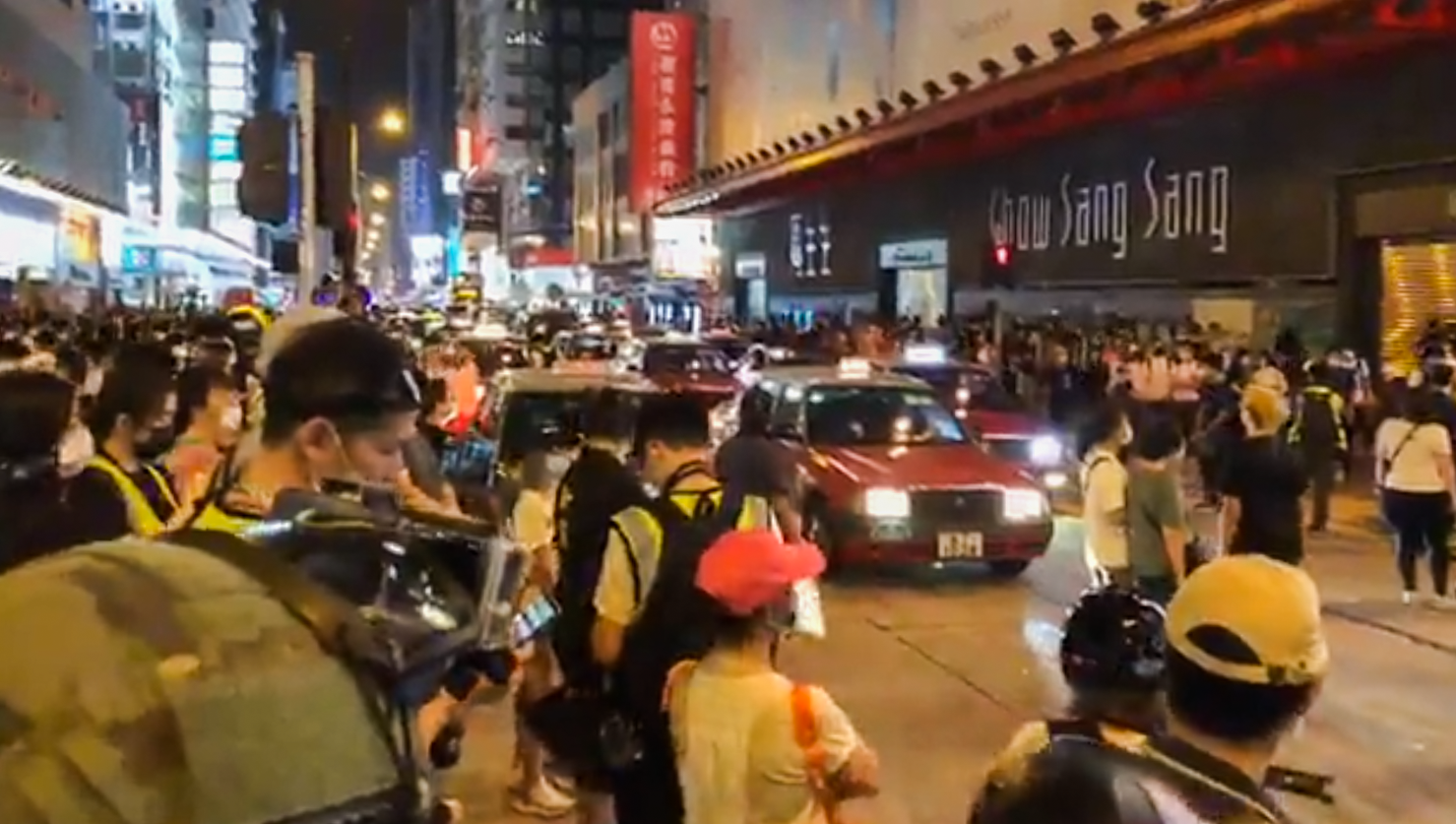
在彌敦道的記者和市民
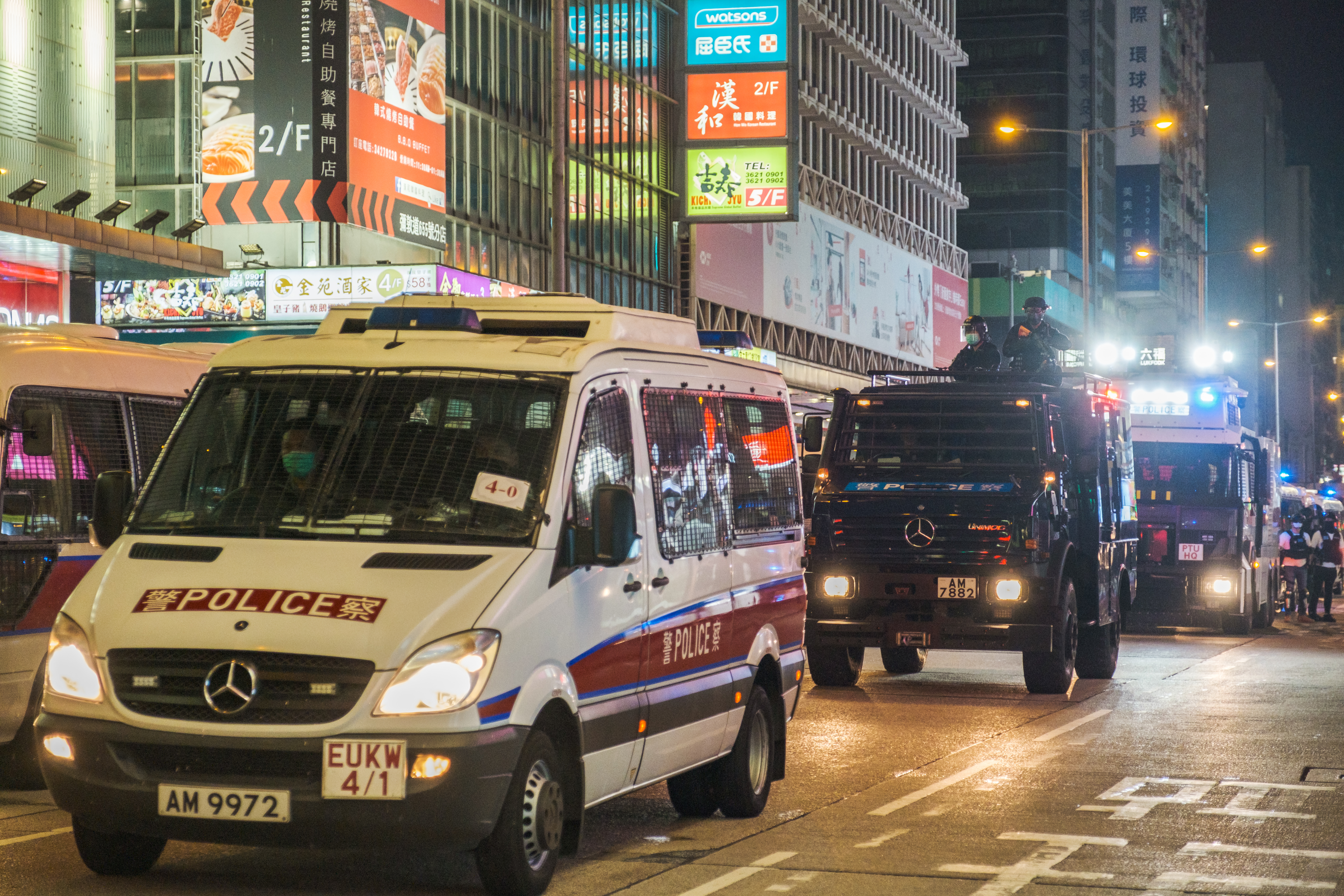
晚上近8時，警方派出銳武裝甲車和水炮車到旺角彌敦道
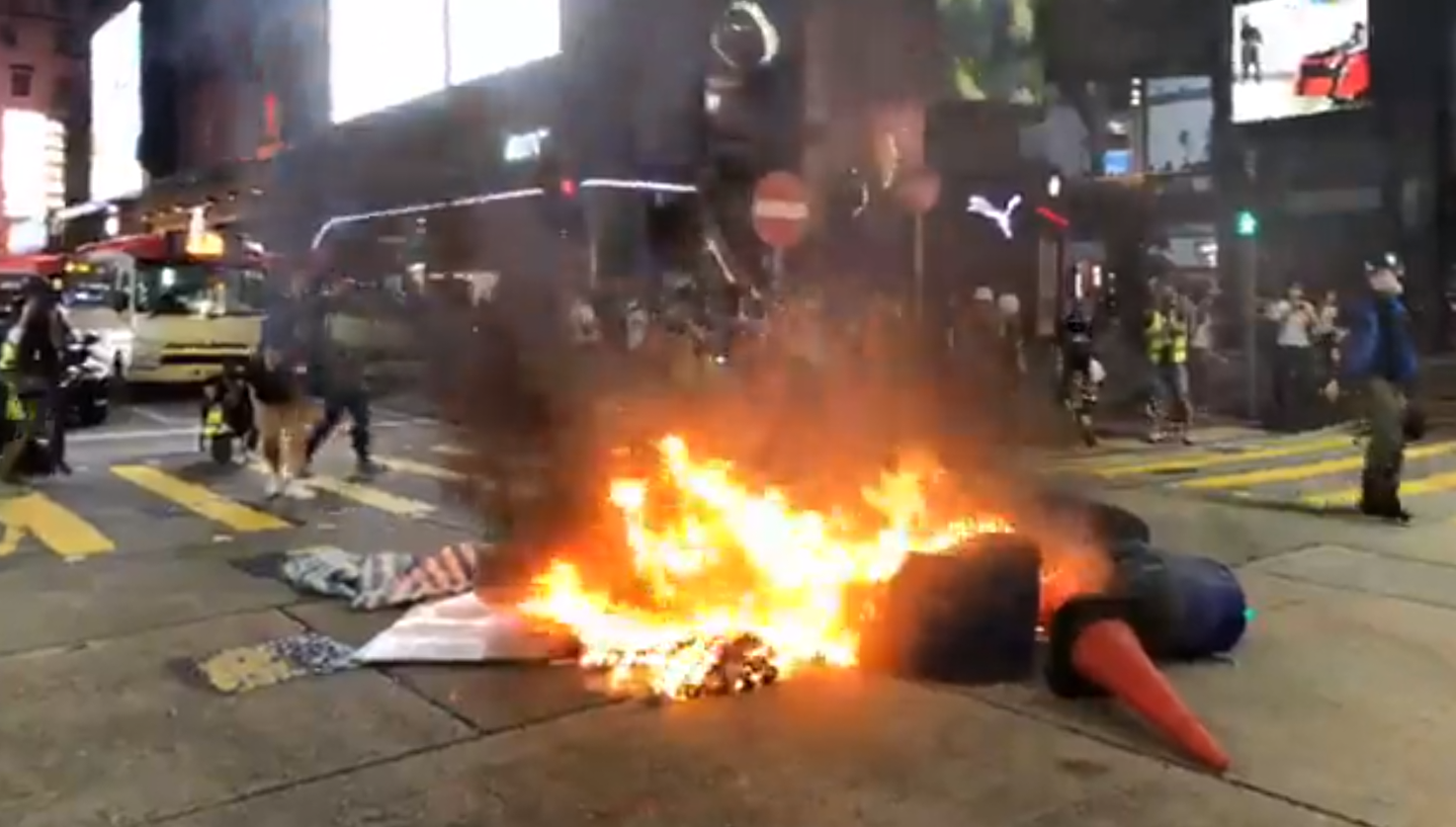
晚上8時50分，有人在花園街及奶路臣街交界焚燒雜物，消防員到場撲滅
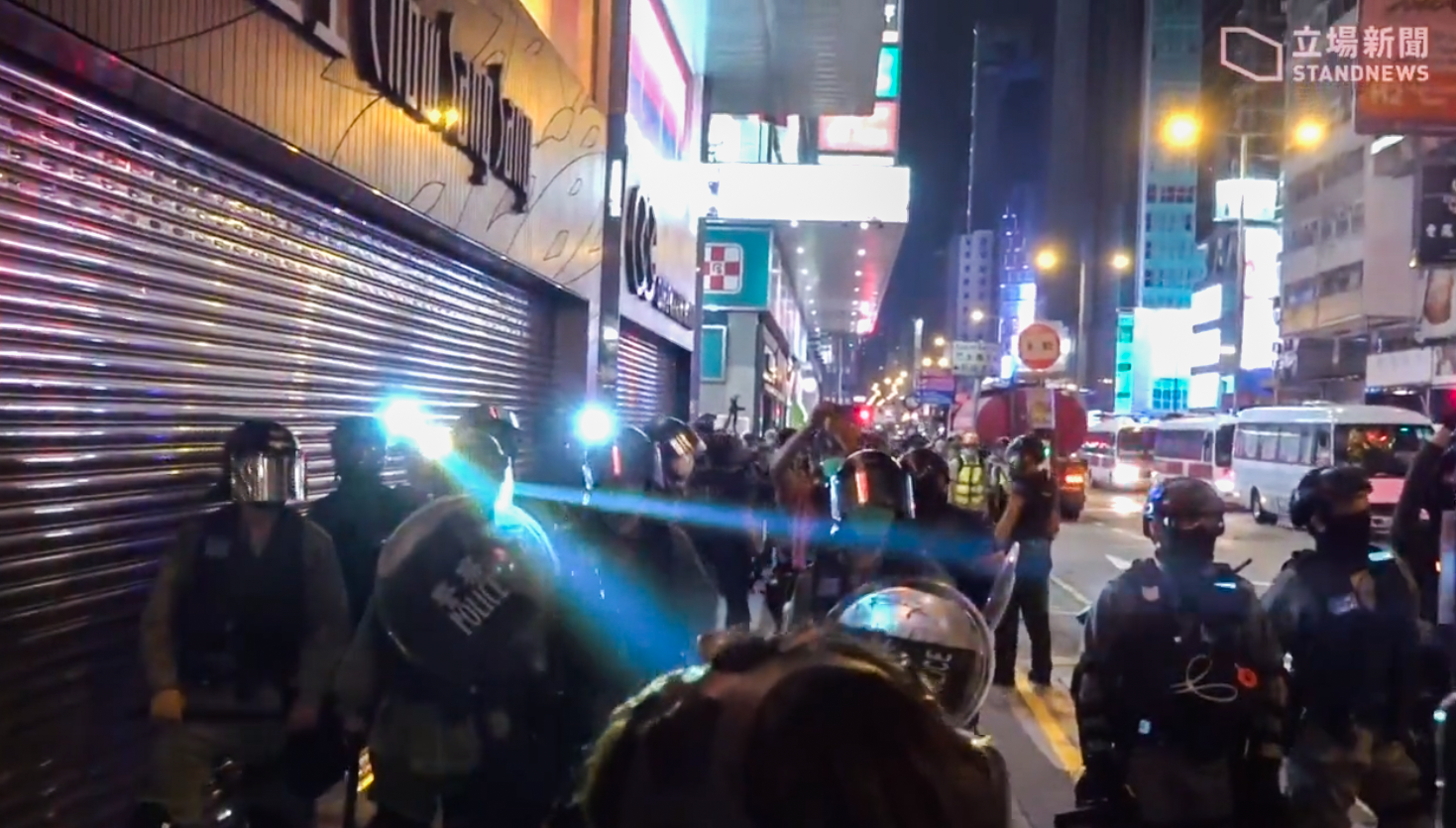
警員在彌敦道進行驅散
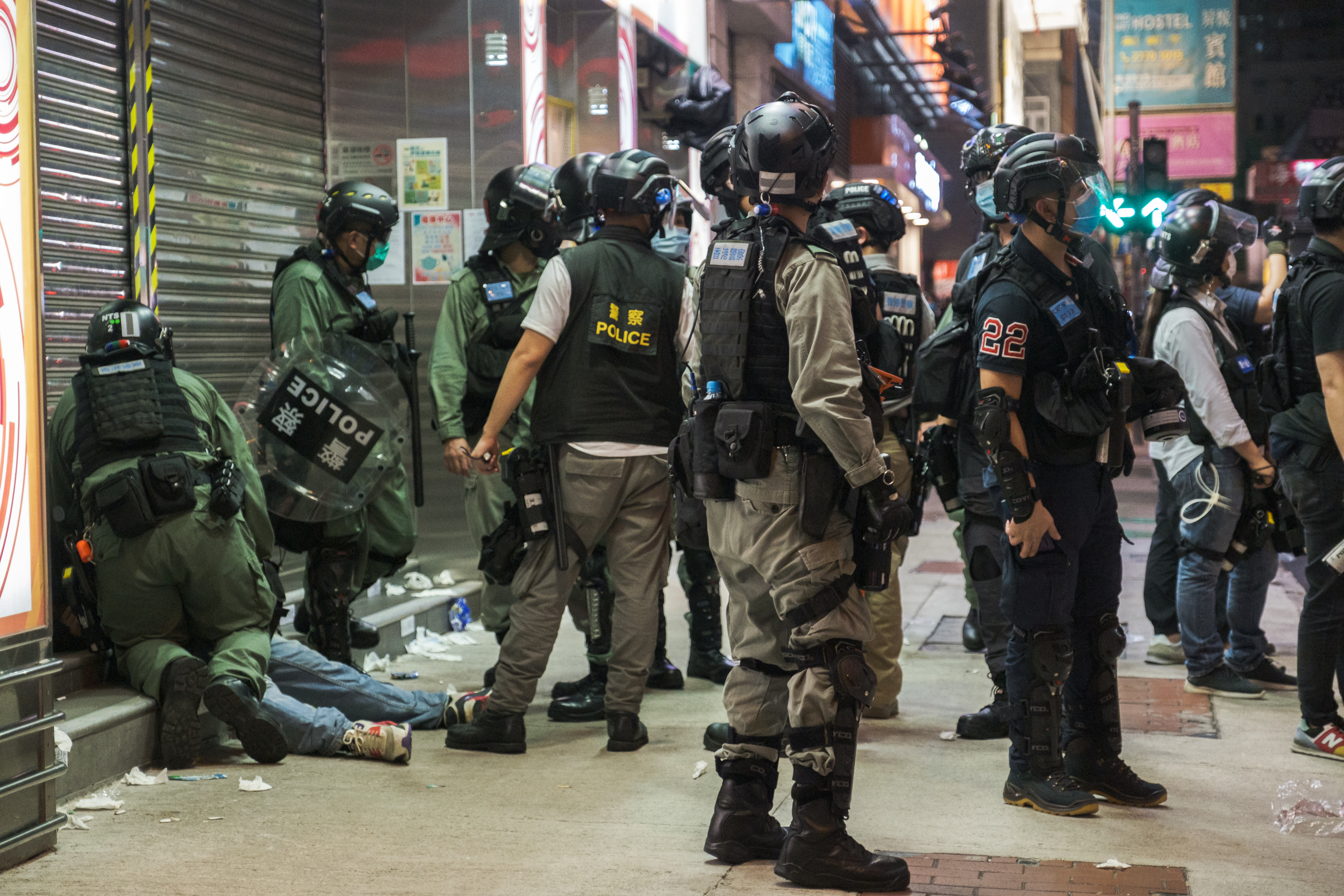
9時30分，在旺角瓊華中心外，防暴警察制服一名疑似參與遊行的中年男子，之後被帶走
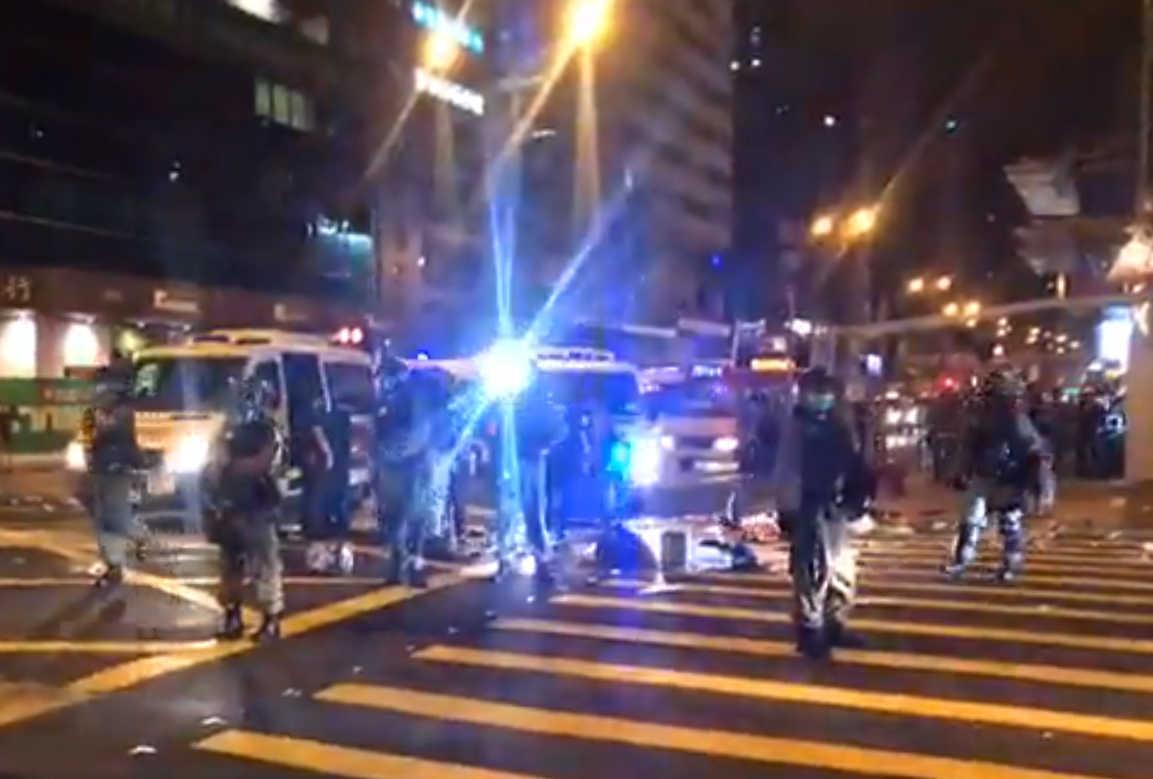
凌晨12時，有人在亞皆老街以雜物堵路，多名便衣警員突然衝出，並將涉嫌堵路的男子制服地上

## 拘捕

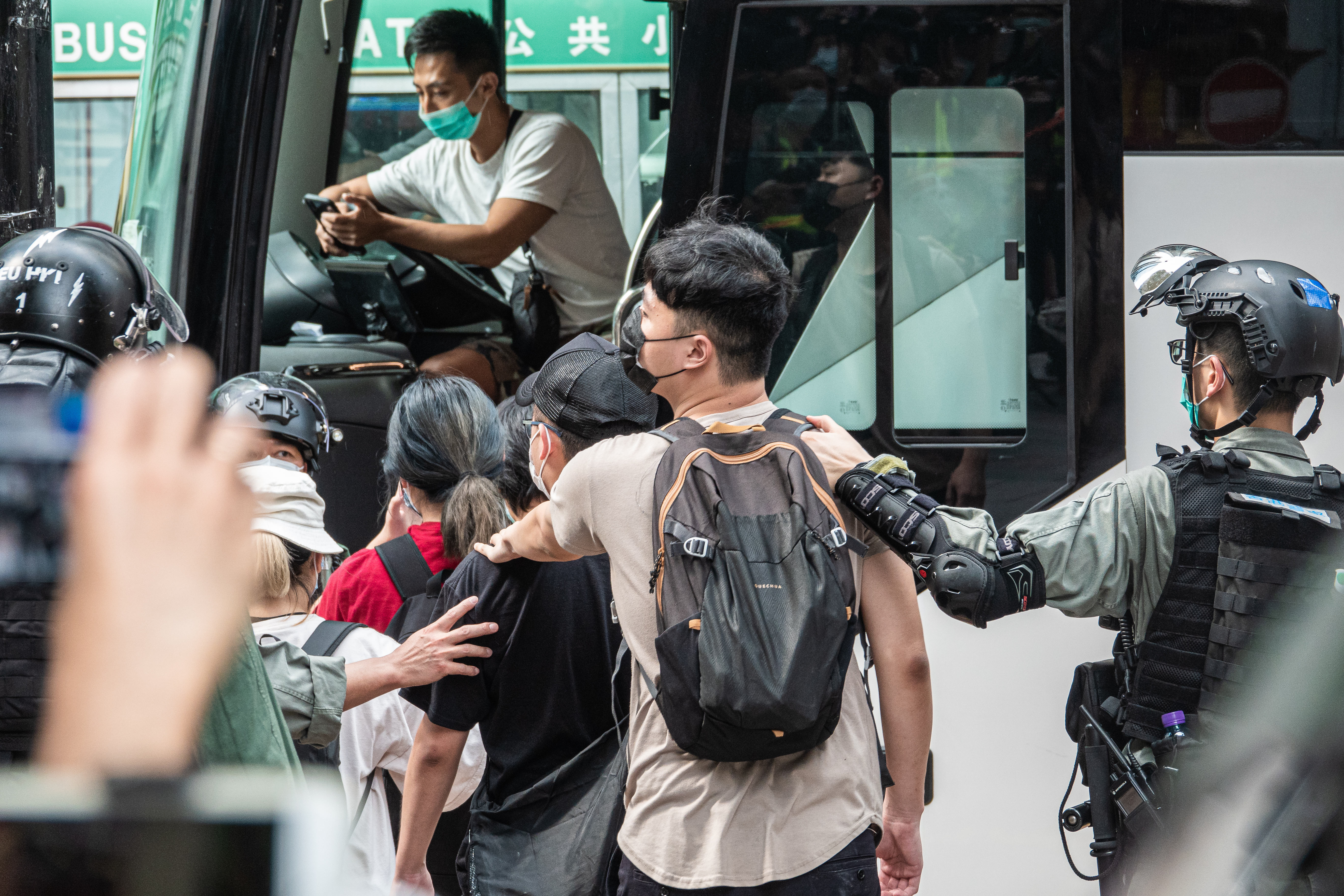
在銅鑼灣希慎廣場外，多名市民帶上警方旅遊巴

警方採用大包圍截查市民，在中環、灣仔、銅鑼灣希慎廣場外及旺角朗豪坊外有逾396名市民被捕，當中逾四成為學生，另亦有公務員被捕，涉及4名食物環境事務署人員及2名司法機構文職人員。大批家屬在警署外通宵守候。有人形容警方大規模圍捕市民是濫捕。

## 法庭案件
- 一名15歲身穿校服的中三男學生在清晨時分於荃灣被警察截停，搜出3包膠索帶，被控一項管有物品意圖損壞財產罪。案件於2021年6月4日在西九龍裁判法院少年裁決。裁判官黃士翔指被告當時攜有頭盔和防毒面罩等裝備，裁定他準備參與行動。不過由於索帶綁鐵欄不屬控罪中的「損壞」財產定義，裁定罪名不成立。[24]

- 一名23歲男學生和一名27歲地盤工人在旺角向警員投擲雜物，兩人被控非法集結及兩項襲警罪，被裁定罪成。其中男學生已還押逾160天。2021年8月28日，九龍城裁判法院裁判官鄭念慈指當日的非法集結涉及襲警元素，罪行嚴重。27歲地盤工人因蒙面犯案而判囚7個月；男學生則被判120小時社會服務令。[25]

- 一名29歲設計師在銅鑼灣鳳鳴大廈被埋伏的警員發現其背囊和環保袋搜出40個膠喉管連鐵釘、一支黑色噴漆、一把鉗及3樽汽油，被控管有物品意圖損壞財產罪。到2022年4月14日，區域法院法官姚勳智指被告管有的膠樽和玻璃樽盛載的汽油可引致爆炸，而膠喉管連鐵釘具攻擊性，可判監禁3年。不過考慮被告沒有案底，審訊期間承認不少案情，加上案發現場沒有示威和沒有攜有汽油彈製成品下，最後判處監禁2年2個月。[26]

- 1名20歲男學生，於2020年5月27日在旺角花園街及山東街交界，站在馬路上阻礙交通，可直接造成或導致公眾地方、運輸或交通受損或阻礙。被控在公眾地方或交通造成阻礙罪，早前稱警員與被告相距2米，警員一直注視他並截停，能辨認被告身份，故裁定罪成。2021年6月4日於九龍城裁判法院判刑，裁判官梁嘉琪判刑時指，案發在聚集人多的旺角，防暴警員叫市民離開，被告卻慫恿他人堵路。考慮被告已還柙兩周，及其背景報告的內容，以及被告的年紀和態度等，認為須判處阻嚇性及懲罰性的刑期，指刑罰過寬或會導致其他程序，加重被告負擔。認為監禁是唯一合適刑罰，判處被告監禁3星期。[27]

- 1名男學生及1名女學生在2020年5月27日，於旺角登打士街35號外馬路中心，留下2個膠籃和1張摺枱，對上述公眾地方的車輛造成阻礙。各被控在公眾地方造成阻礙罪，2人早前認罪，2021年3月31日於九龍城裁判法院由裁判官鄭念慈判刑，鄭念慈判刑指案件雖然有一定嚴重性，但2人已明白個人行為不正確，遂採納報告建議，判處2人12個月感化令。[28]

## 爭議

### 警方批評記者報道非常偏頗
警方指有傳媒只提及有市民在中環一帶聚集，隻字不提人群堵路及投擲雜物的行為，更形容人群是沿馬路『逃跑』，批評相關報道內容非常偏頗，忽略警方使用胡椒球的前因後果。記協出聲明緊急呼籲警務處處長履行承諾，停止阻礙記者採訪。強調媒體不一定為記協會員，才被視作記者。

## 軼聞
在示威當天的早上，有一名西九龍交通部的警員在佐敦柯士甸道近覺士道執勤時遺失一瓶胡椒噴劑，警方將案件列作「遺失政府財物」處理，由該警員所屬單位跟進調查，又呼籲市民如有檢獲聯絡警方，指警方對裝備有嚴格規定，會繼續就事件跟進。